# Ford

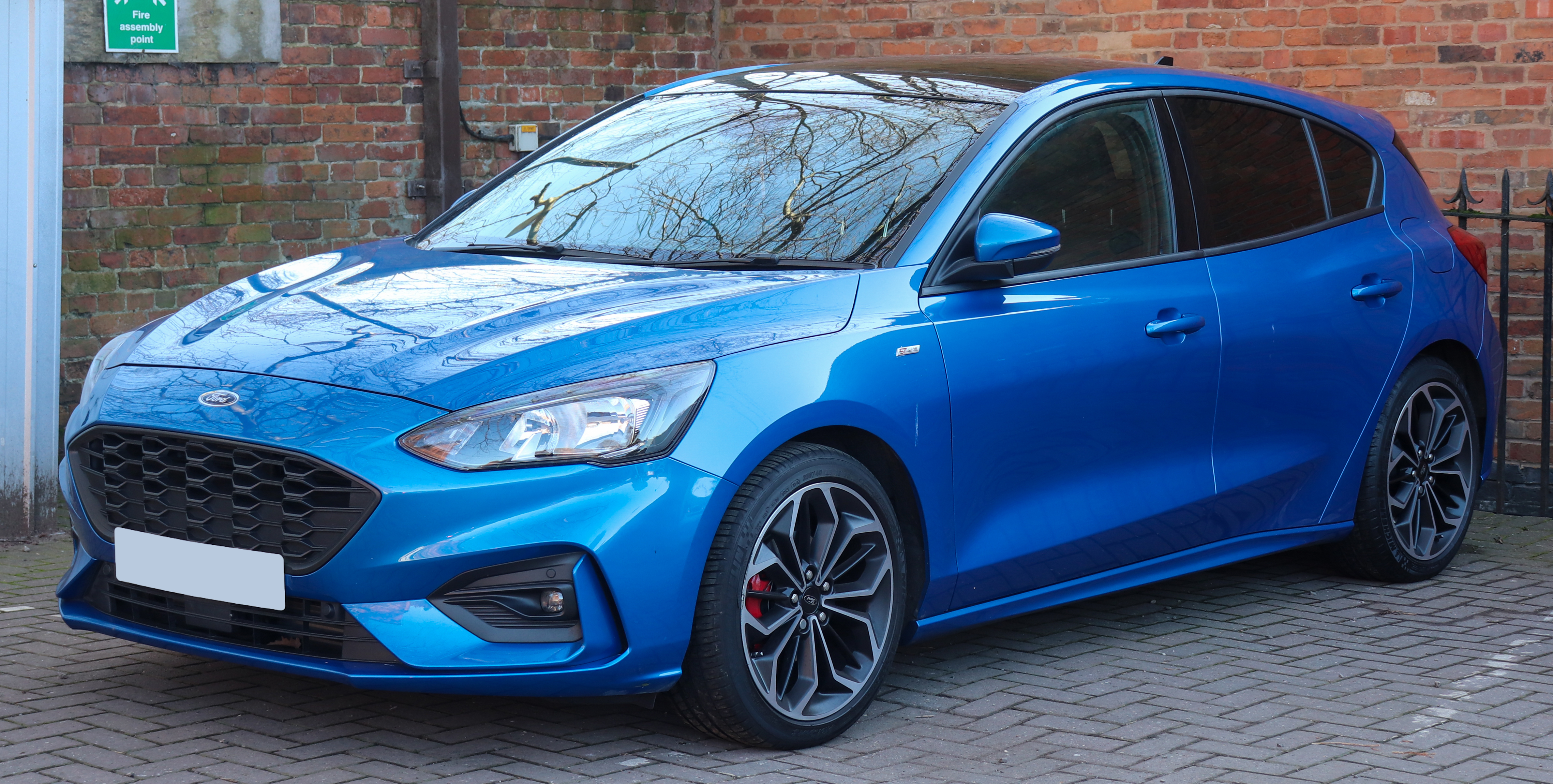
Ford Focus

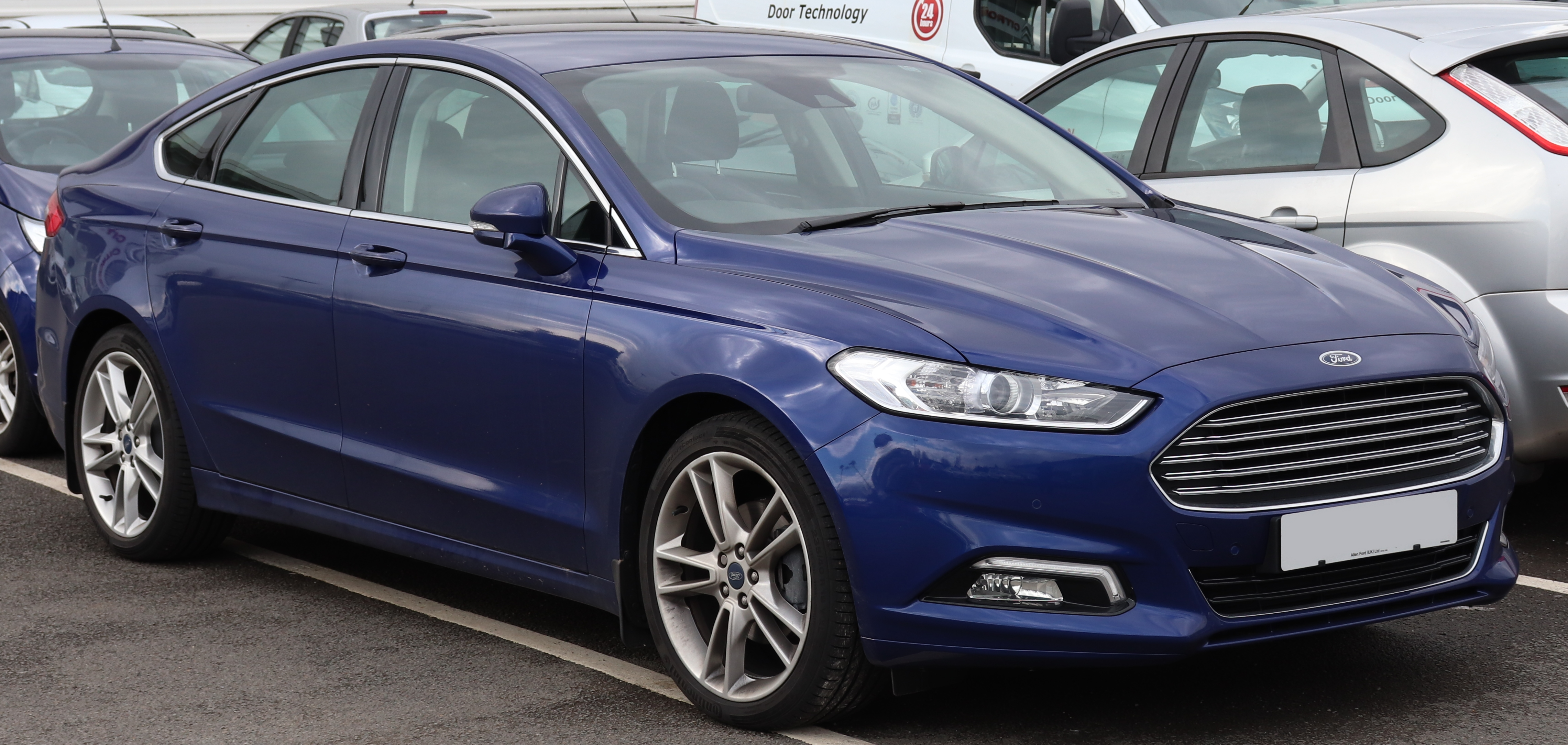
Ford Mondeo

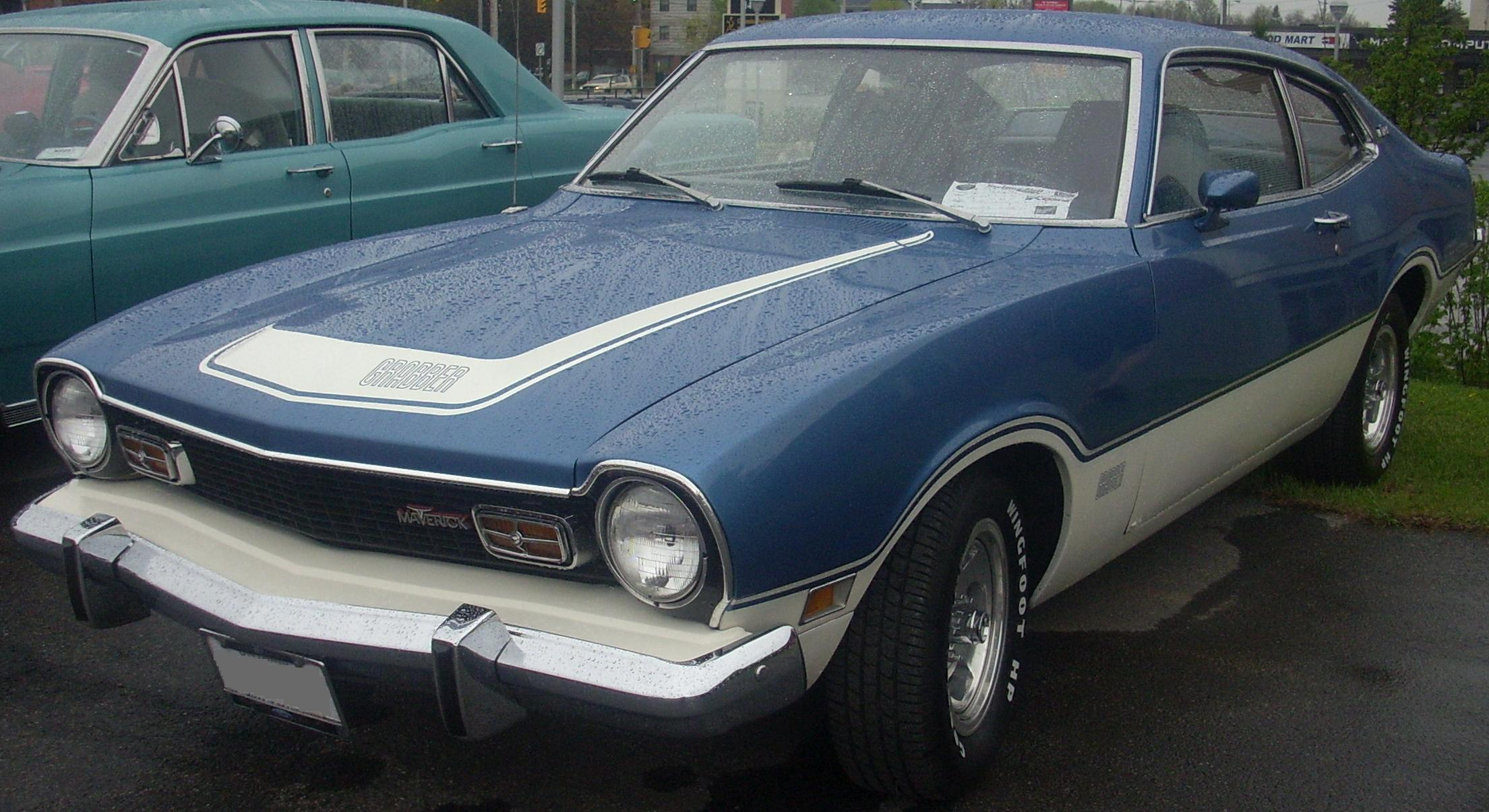
Ford Maverick

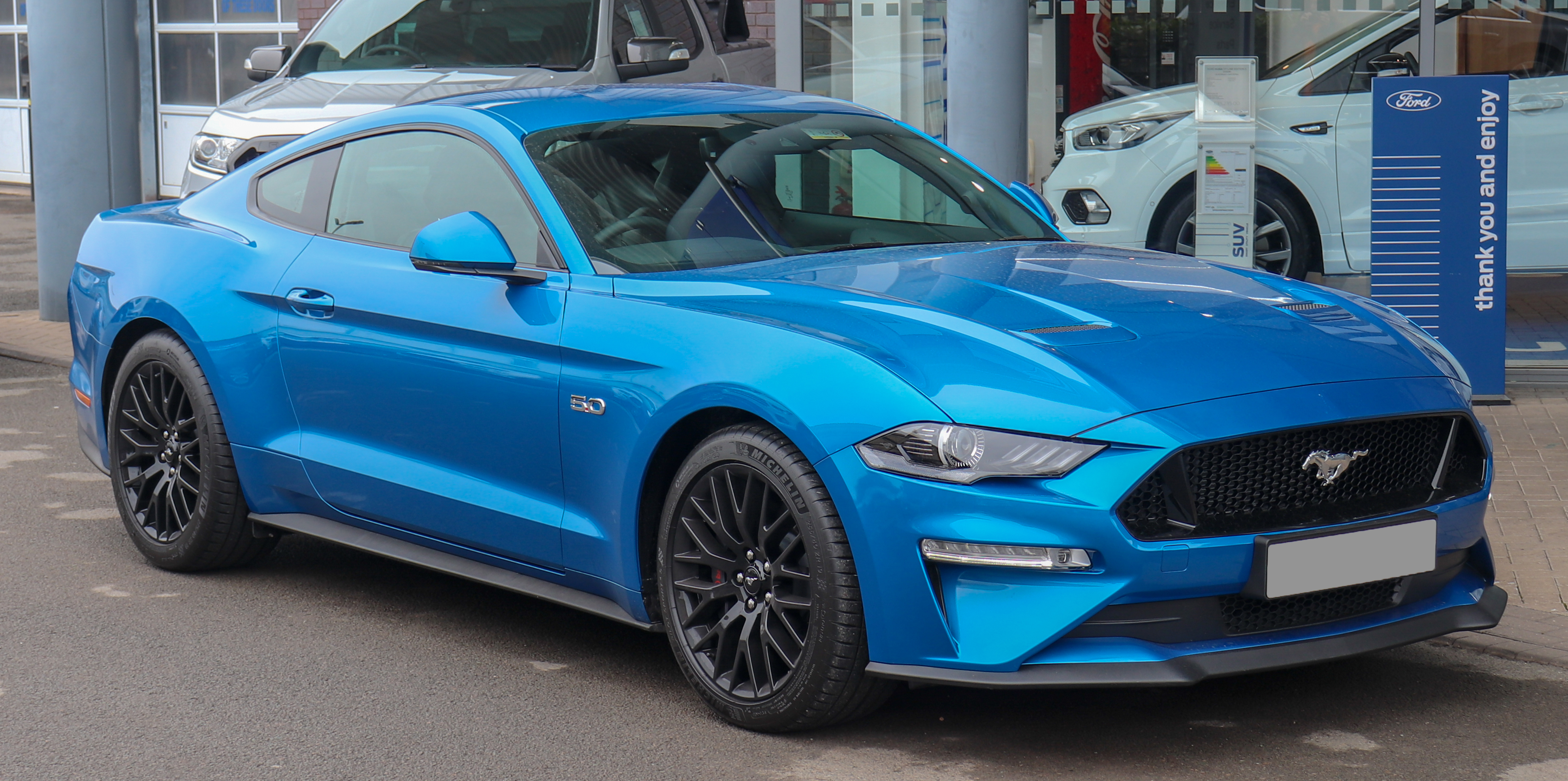
Ford Mustang

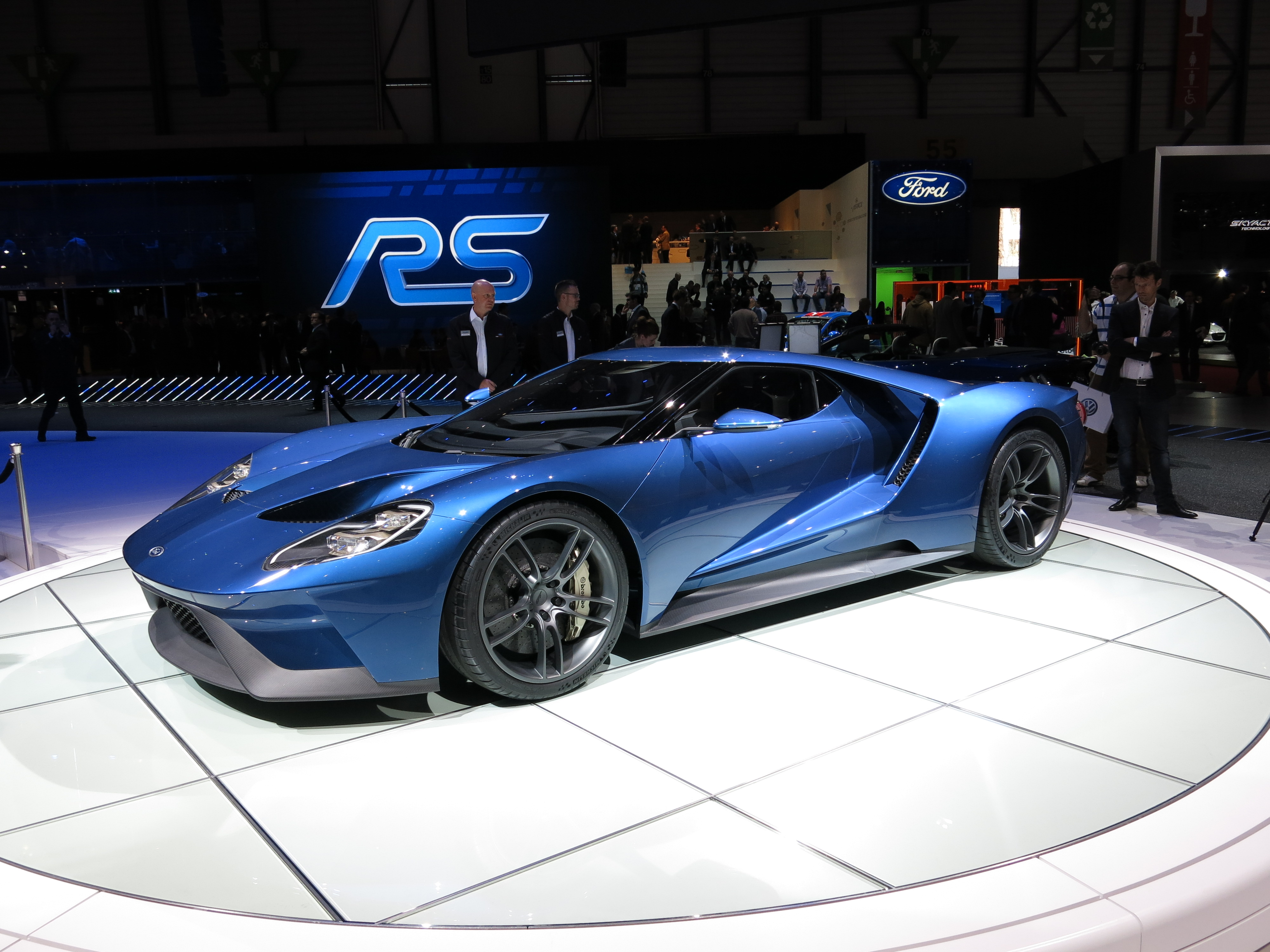
Ford GT

Ford Motor Company, «Форд мотор компани» — американская автомобилестроительная компания. Четвёртый в мире производитель автомобилей по объёму выпуска за весь период существования. Штаб-квартира компании располагается в городе Дирборн в пригороде Детройта в штате Мичиган.
В числе крупнейших компаний США по размеру выручки в 2022 году (список Fortune 500) Ford Motor заняла 22-е место, а среди крупнейших компаний мира (список Fortune Global 500) — 53-е место. В списке крупнейших публичных компаний мира Forbes Global 2000 за 2022 год Ford Motor заняла 60-е место.

## История
Компания основана в Детройте в 1903 году Генри Фордом, который создал её, получив на развитие бизнеса 28 000 $ от пяти инвесторов. Сразу после создания компании против неё подал иск изобретатель автомобиля Джордж Селден, утверждая, что Форд нарушает его патент; в 1911 году суд признал патент Селдена недействительным. Первым автомобилем компании Форда была «Модель А», за первый год работы их было выпущено 1708 штук. В августе 1904 года был открыт завод в Канаде, а в 1908 году в Париже было открыто первое зарубежное торговое представительство. Первой получившей массовое признание моделью, выпускавшейся компанией, стал Ford Model T, выпускавшийся в 1908—1927 годах; только за 1909 год их было выпущено 10 тысяч, а за все годы — 15 млн. Компания Ford получила известность как первая в мире, применившая классический автосборочный конвейер, запущенный впервые в 1913 году. Применение конвейера позволило снизить цену Ford Model T с 950 долларов в 1909 году до 290 долларов в 1926 году.

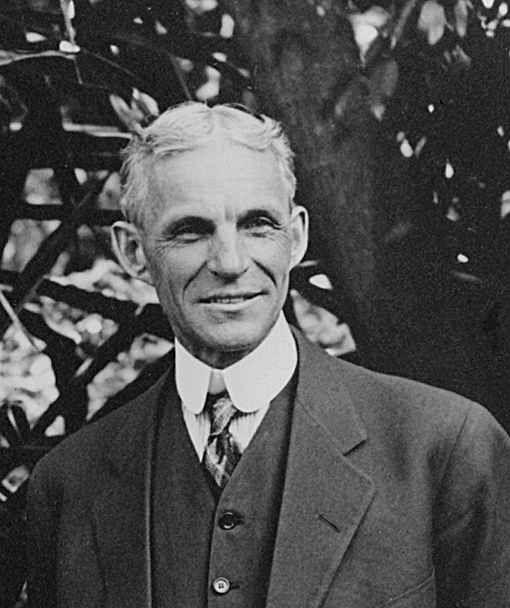
Генри Форд в 1914 году

В годы Первой мировой войны компания Форда производила не только автомобили, но и авиационные двигатели, танки и боеприпасы. В 1918 году Генри Форд передал руководство текущими делами компании своему сыну Эдселю, хотя продолжал иметь в ней большое влияние. В 1919 году компания была перерегистрирована в штате Делавэр. В 1922 году была куплена Lincoln Motor Company.
В 1926 году производство устаревшей «Модели Т» была заменено на новую версию «Модели А», успех которой помог компании выстоять в период Великой депрессии. В 1928 году был создан филиал в Великобритании, а вскоре - и в Германии. В конце 1920-х годов с компанией руководством СССР был заключён договор о помощи при строительстве автозавода в Нижнем Новгороде. Первые автомобили нового советского автозавода — ГАЗ-А и ГАЗ-АА - были лицензионными копиями машин компании «Форд». В 1938 году Ford начал выпускать автомобили под торговой маркой Mercury, которые заняли нишу на рынке между дешёвыми «Фордами» и дорогими «Линкольнами».
В конце 1930-х годов компания не пользовалась доверием американских военных из-за нескрываемых пронацистских симпатий основателя. В 1930-х годах Ford построил на территории нацистской Германии производство, которое выпустило для нужд вермахта 12 тыс. гусеничной и 48 тыс. единиц колёсной техники. Руководитель компании был награждён высшей наградой нацистской Германии. Тем не менее, со вступлением США во Вторую мировую войну компания начала выпуск армейских грузовиков и джипов для американских войск (уже не своей конструкции — Ford GPW был адаптированной версией Willys MB), выступала смежником в танкостроительной программе США. Кроме этого, уже в 1940 году компанией началось строительство авиационного завода Уиллоу-Ран, на то время он был крупнейшим в мире, его конвейер имел длину 5 км и позволял собирать по самолёту в час круглые сутки, основной продукцией был тяжёлый бомбардировщик B-24 Liberator.
В сентябре 1945 года компанию возглавил Генри Форд II, 28-летний сын Эдселя. Компания досталась ему в тяжёлом финансовом положении. В восстановлении компании принимали участие как бывшие члены руководства General Motors (Эрнест Брич, Льюис Крузо), так и представители Министерства обороны США (Роберт Макнамара). Компанией были представлены на рынок такие удачные модели, как Thunderbird (1954 год), Falcon (1960 год), Mustang (1964 год), но была и модель Edsel, оказавшаяся одной из самых провальных в истории отрасли, за два года выпуска (1958—60 года) она принесла убыток в 250 млн долларов. В 1956 году компания провела размещение своих акций на бирже, однако контрольный пакет акций остался у семьи Фордов.
В 1970-х годах компания начала терять позиции на рынке США в пользу японских производителей, 1980 год Ford закончила с чистым убытком в 1,54 млрд долларов. В начале 1980-х годов были закрыты несколько заводов и сокращено более 100 тысяч рабочих, в то же время компания установила тесные отношения с японской Mazda, в которой в 1979 году был куплен 25-процентный пакет акций, а также корейской Kia Motors, было расширено производство автомобилей в Мексике. В 1985 году была представлена модель Ford Taurus, на разработку которой было потрачено 3 млрд долларов и которая оказалась очень успешной. В сумме эти меры позволили в 1986 году обойти General Motors по размеру выручки впервые с 1920-х годов. Во второй половине 1980-х годов было куплено несколько финансовых компаний, из которых было сформировано финансовое подразделение, сравнимое с крупнейшими банками США. В 1989 году за 2,5 млрд долларов была куплена британская компания Jaguar Cars Ltd., а в 1993 году — Aston Martin. Следующими приобретениями были Hertz Corporation (1994 год, прокат автомобилей, продана в 2005 году), автомобильное подразделение Volvo Cars в 1999 году за 6,45 млрд долларов и бренд внедорожников Land Rover в 2000 году за 2,7 млрд долларов.

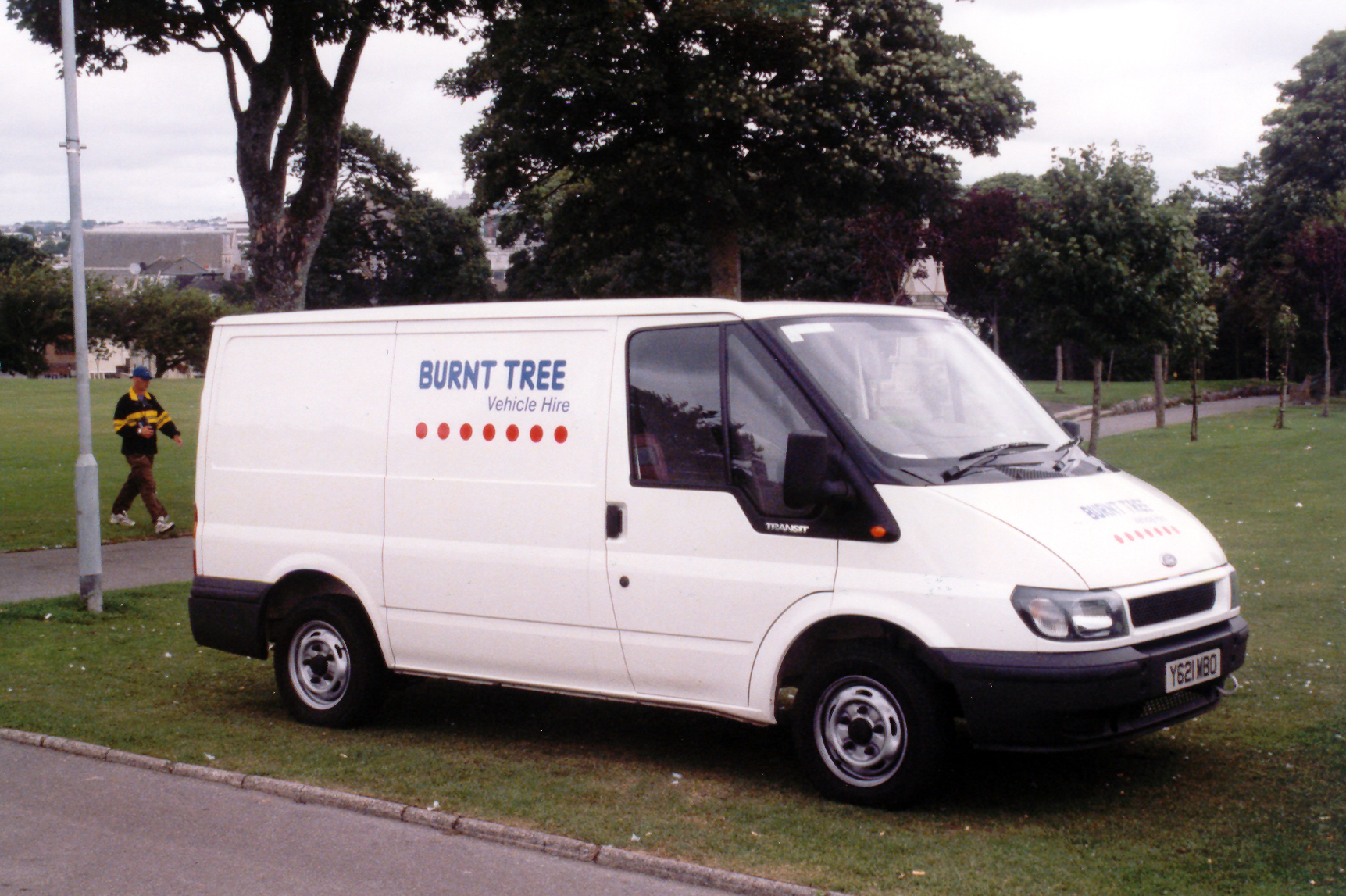
Ford Transit

В 2000 году компании пришлось отозвать более 300 тыс. автомобилей моделей Explorer, Mercury Mountaineer и Ranger в связи с дефектными покрышками. В середине 2000-х годов из-за жёсткой конкуренции на мировом автомобильном рынке компания Ford испытывала серьёзный финансовый кризис. В 2006 году президентом компании стал Алан Малалли, который провёл успешную реструктуризацию, запустив новую стратегию «Единый Ford», согласно которой Ford должен постепенно начать выпуск глобальных автомобилей, общих для всех рынков, что вернуло компанию к прибыльности. В 2007 году Aston Martin была продана консорциуму инвесторов за 925 млн долларов. В следующем году были проданы Jaguar и Land Rover индийской Tata Motors за 2,3 млрд долларов. 29 марта 2010 года китайская компания Zhejiang Geely объявила о достижении договорённости о приобретении Volvo Cars за 1,8 млрд долларов. В 2015 году была продана доля в Mazda Motor Corporation.
В апреле 2019 года концерн заключил соглашение с американской компанией Rivian Automotive, занимающейся разработкой электрических пикапов и внедорожников, инвестировав в американский стартап порядка 500 млн долларов.
В 2019 году Ford вместе с Volkswagen создали глобальный альянс, одним из направлений деятельности которого стало инвестирование в стартап Argo AI, разрабатывающий системы автопилотирования. Общая сумма вложений составила 2,6 млрд долларов.

## Собственники и руководство

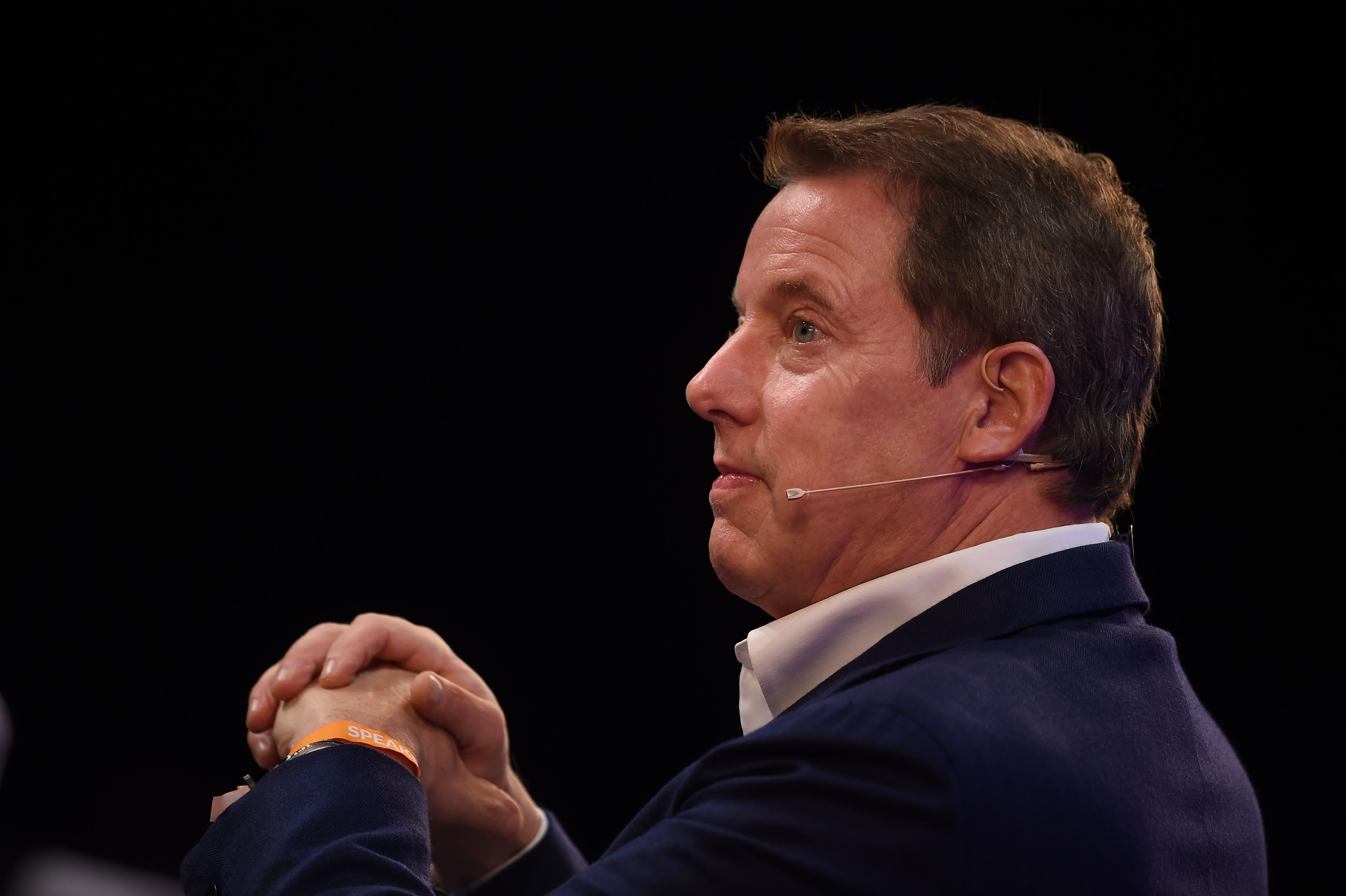
Уильям Клэй Форд мл., 2015 год

Компания Ford Motor уже на протяжении более чем 100 лет контролируется семьёй Фордов, являясь, таким образом, одной из наиболее крупных компаний, находящихся под семейным контролем, в мире. В то же время, Ford Motor Company является публичной компанией, акции которой котируются на Нью-Йоркской фондовой бирже. Семье Форд на октябрь 2010 года принадлежало 40 % голосующих акций Ford, остальные находились в свободном обращении.
На 2022 год 52,44 % акций принадлежало институциональным инвесторам, крупнейшими из них были The Vanguard Group, BlackRock, State Street Corporation, Newport Trust, Geode Capital Management, Bank of America, Goldman Sachs, Morgan Stanley, Northern Trust
- Уильям Клэй Форд мл.[англ.], род. 3 мая 1957 года) — председатель совета директоров с 1999 года, член совета с 1988 года, в компании с 1979 года. Правнук основателя.
- Джеймс Фарли (James D. Farley Jr., род. 10 июня 1962 года) — президент и главный исполнительный директор с октября 2020 года, в компании с 2007 года; до этого был управляющим Lexus.

## Деятельность

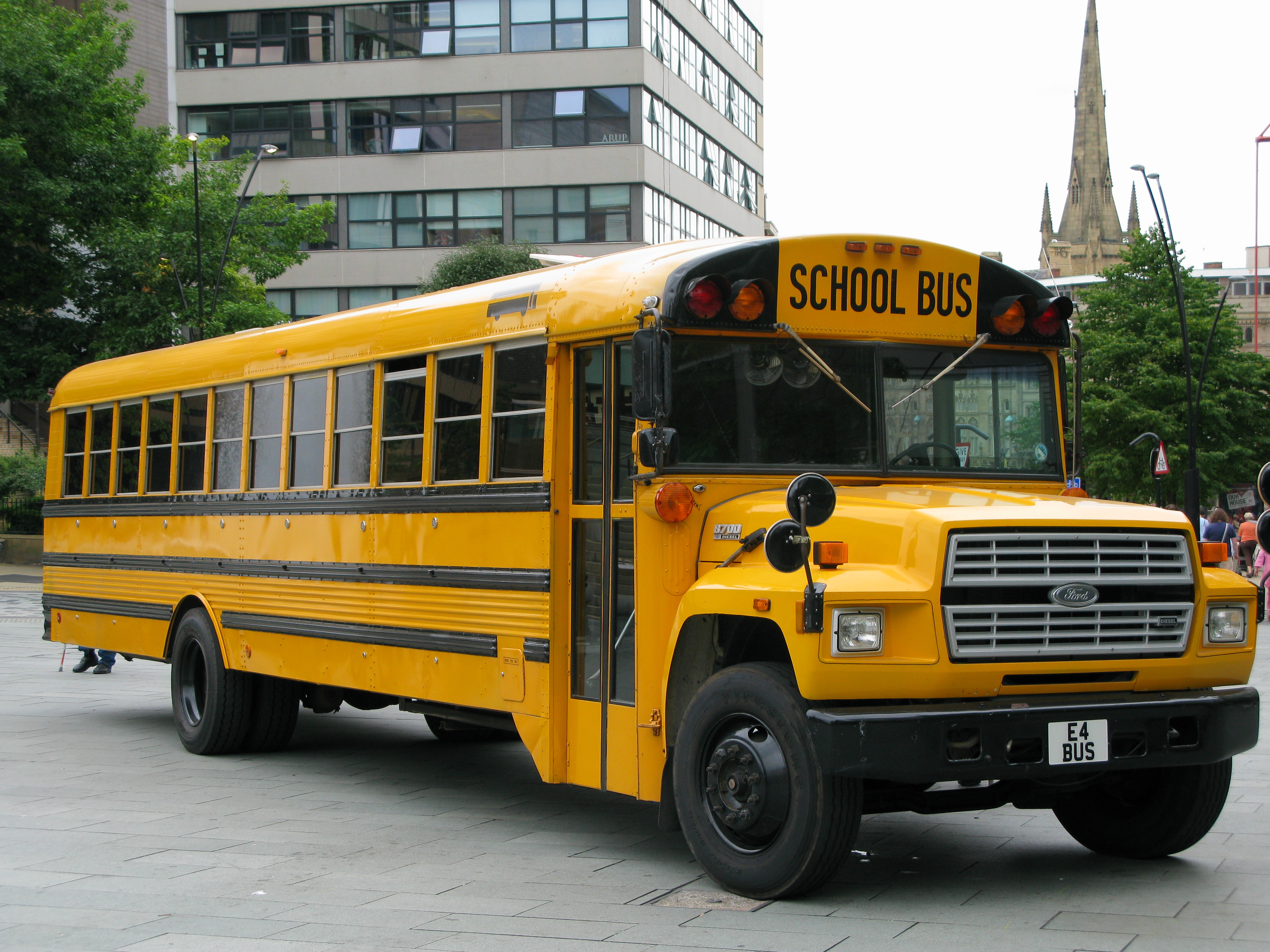
Автобус Thomas Saf-T-Liner Conventional на шасси Ford B700

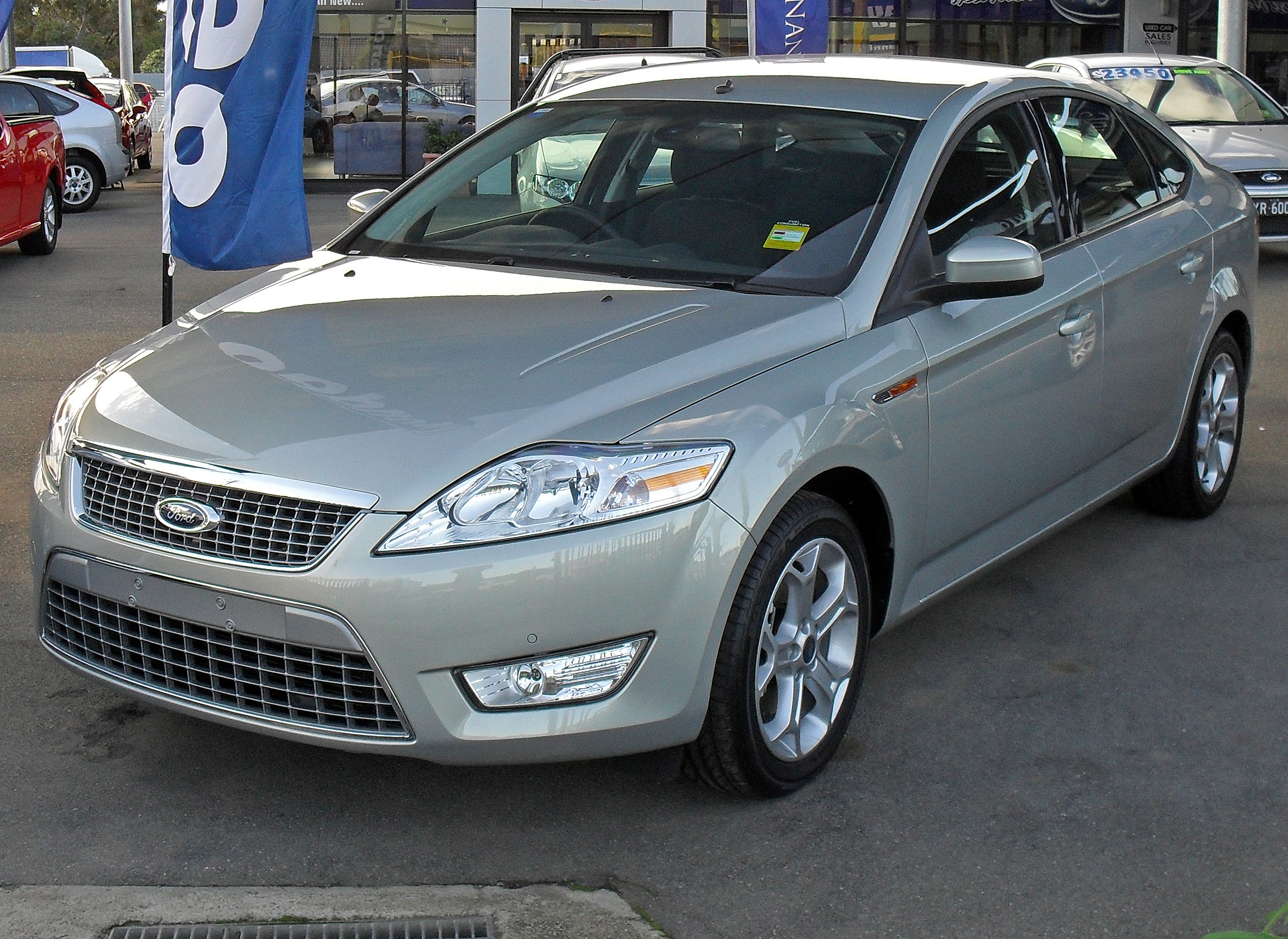
Ford Mondeo

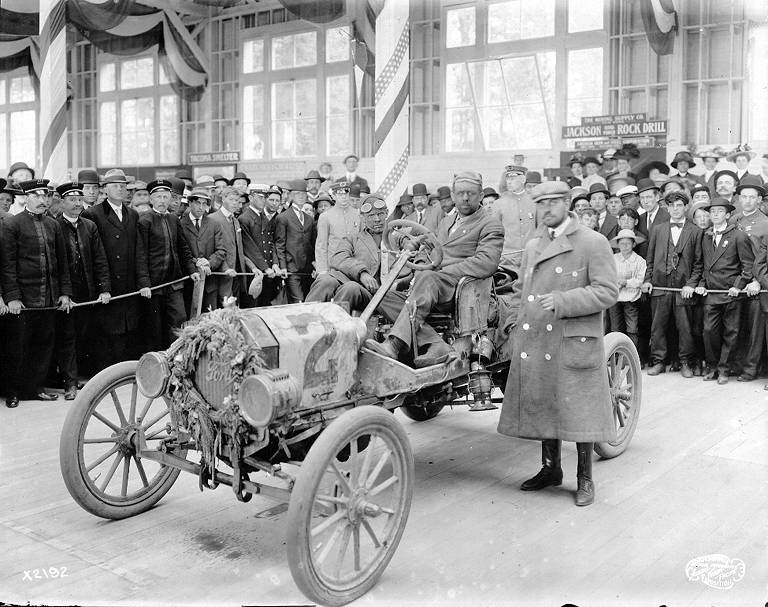
Ford Model T, экземпляр, принимавший участие в Трофи Гуггенхайма (фото 1909 года)

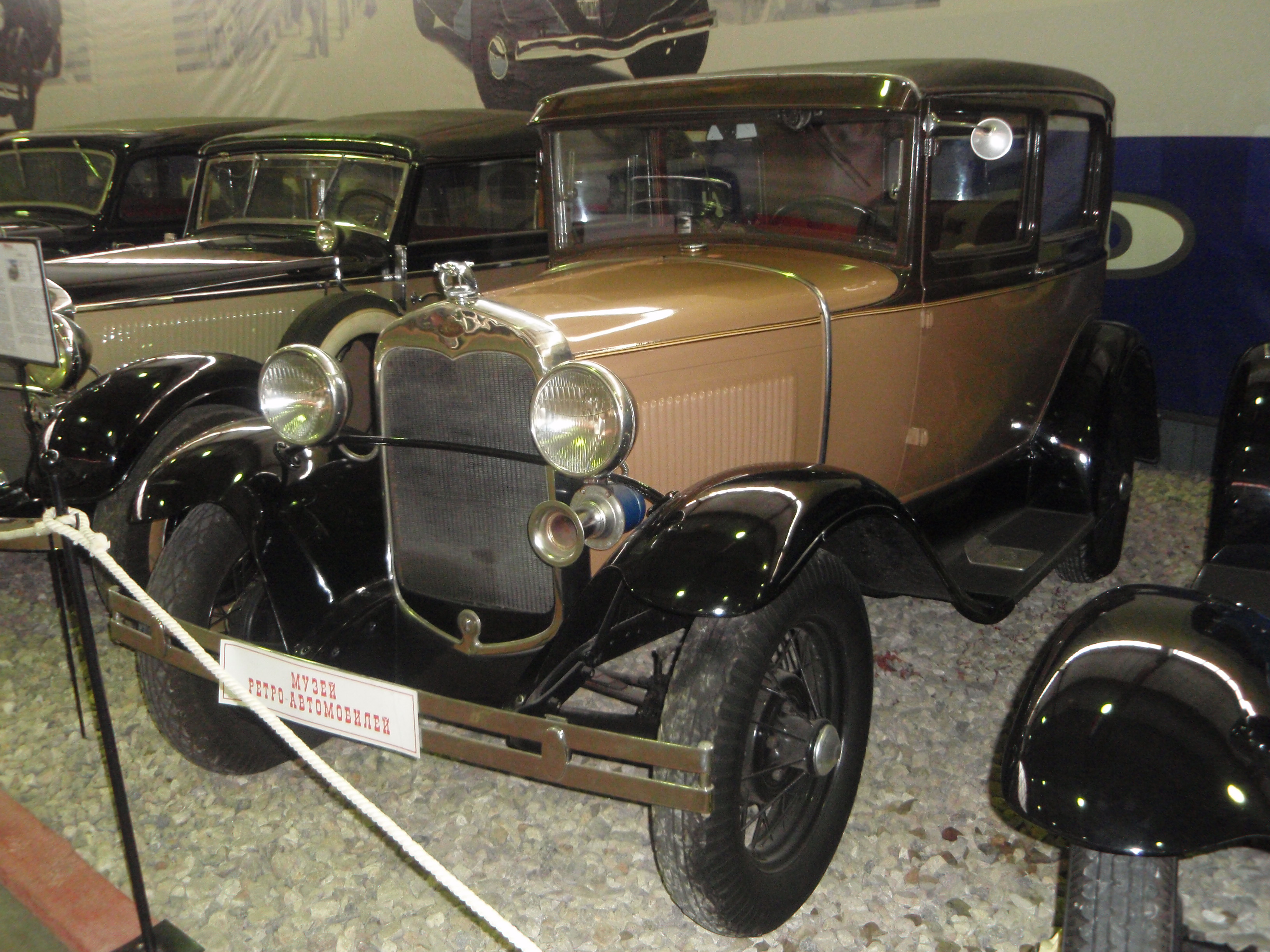
Ford model A в Музее ретро-автомобилей в Москве

Компания выпускает широкий спектр легковых и коммерческих автомобилей под марками Ford и Lincoln. Компания разделена на три структуры по географическому признаку: Ford North America, Ford Asia Pacific и Ford of Europe. Ранее каждое из этих подразделений имело собственный модельный ряд, но в 2006 году руководитель компании Малалли объявил о новой стратегии «Единый Ford», согласно которой Ford должен постепенно начать выпускать глобальные автомобили, общие для всех рынков, и первым из них стал Ford Focus III. Предприятия Ford (на 2010 год — всего 80) расположены в США, РФ, Канаде, Мексике, Бразилии, Аргентине, Испании, Китае и прочих странах.
За 2021 год компанией было продано 3,942 млн автомобилей (доля на мировом рынке — 5,1 %), выручка от продаж автомобилей составила 126,2 млрд долларов. Наибольшими объёмы продаж были в таких странах: США (1,716 млн), Китай (649 тыс.), Канада (233 тыс.), Великобритания (227 тыс.), Германия (152 тыс.), Турция (72 тыс.), Австралия (70 тыс.), Мексика (40 тыс.), Индия (34 тыс.), Бразилия (27 тыс.), Аргентина (26 тыс.), Россия (22 тыс.).
Основные регионы деятельности по состоянию на 2021 год:
- Северная Америка — продано 2,006 млн автомобилей, доля на рынке составила 12 %, выручка 87,8 млрд долларов.
- Южная Америка — продано 81 тыс. автомобилей, доля на рынке составила 2,6 %, выручка 2,4 млрд долларов.
- Европа — продано 891 тыс. автомобилей, доля на рынке составила 6,4 %, выручка 24,5 млрд долларов.
- Китай (включая Тайвань) — продано 649 тыс. автомобилей, доля на рынке составила 2,4 %, выручка 2,5 млрд долларов.
- Другие рынки — продано 315 тыс. автомобилей, выручка 9,0 млрд долларов.

Выручка финансового подразделения Ford Credit в 2021 году составила 10,1 млрд долларов, чистая прибыль — 4,5 млрд долларов, активы — 134,4 млрд долларов. Подразделение осуществляет кредитование дилеров и покупателей автомобилей.
|                     | 2010   | 2011  | 2012  | 2013  | 2014  | 2015  | 2016  | 2017  | 2018  | 2019  | 2020   | 2021  |
| ------------------- | ------ | ----- | ----- | ----- | ----- | ----- | ----- | ----- | ----- | ----- | ------ | ----- |
| Оборот              | 128,1  | 135,6 | 133,6 | 146,9 | 144,1 | 149,6 | 151,8 | 156,8 | 160,3 | 155,9 | 127,1  | 136,3 |
| Чистая прибыль      | 6,477  | 20,32 | 5,612 | 7,175 | 3,186 | 7,325 | 4,600 | 7,757 | 3,695 | 0,084 | -1,276 | 17,91 |
| Активы              | 164,9  | 178,4 | 191,4 | 203,9 | 210,4 | 225,5 | 238,5 | 258,5 | 256,5 | 258,5 | 267,3  | 257,0 |
| Собственный капитал | -0,993 | 14,82 | 15,69 | 26,15 | 24,83 | 29,22 | 29,75 | 35,61 | 35,97 | 33,23 | 30,81  | 48,62 |

В июле 2023 года компания запатентовала самоходный прицеп для зарядки. Чуть ранее в Ford также запатентовали резервную батарею, которую нужно возить на крыше.

## Merkur
Merkur — автомобильная марка, принадлежавшая европейскому отделению Ford (Кёльн, Германия). Марка использовалась с 1985 по 1989 год, эти автомобили поставлялись на американский континент со своей эмблемой Merkur. Моделей было всего две — Sierra (в большинстве своём-XR4TI) и Scorpio.
Отличия от европейских моделей значительны и касались не только оптики, бамперов, обвеса, круиз-контроля, кондиционера, коробки-автомат (механика — опция), дисковых тормозов, но и пассивной безопасности кузова и его жёсткости, что привело к увеличению веса данных моделей по сравнению с более «простыми» европейскими комплектациями. Ставились и более мощные моторы, с турбо, как на модели XR-4Ti 2.3L (170 л. с.).

## Ford в России

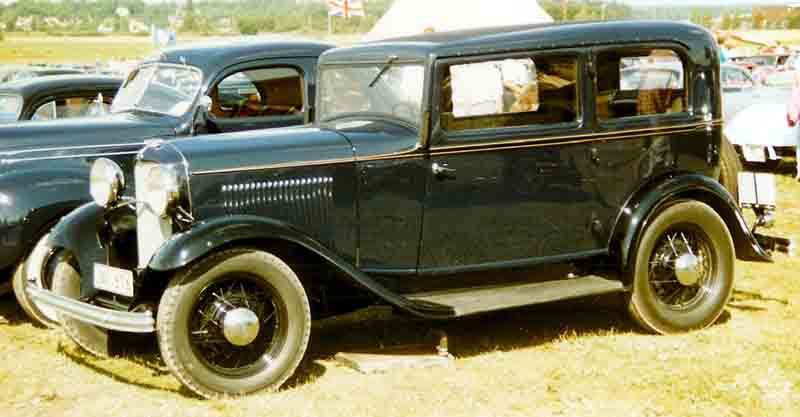
Ford Model B (1932) — первый в мире массовый автомобиль с двигателем V8

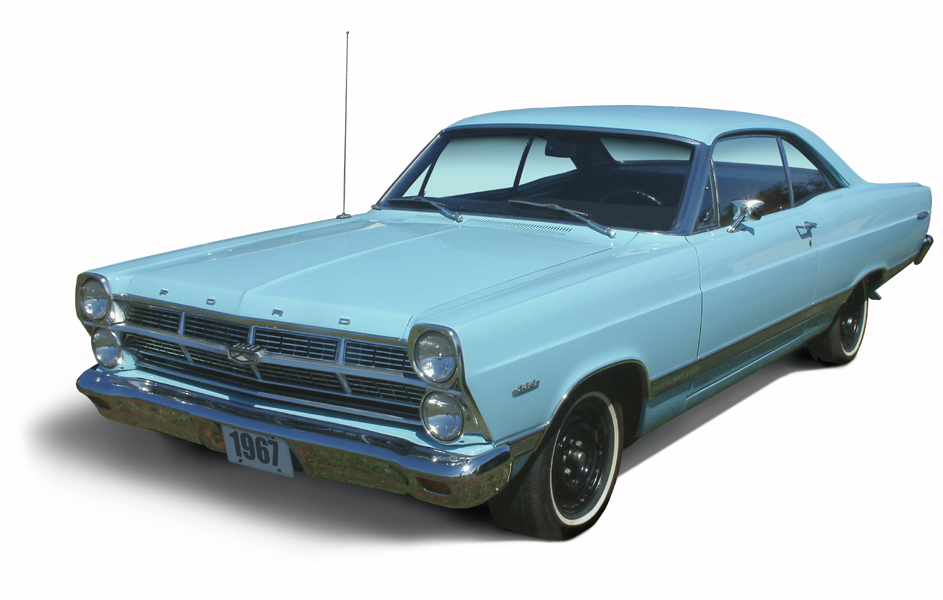
1967 Ford Fairlane — одна из наиболее удачных моделей Ford 1960-х годов

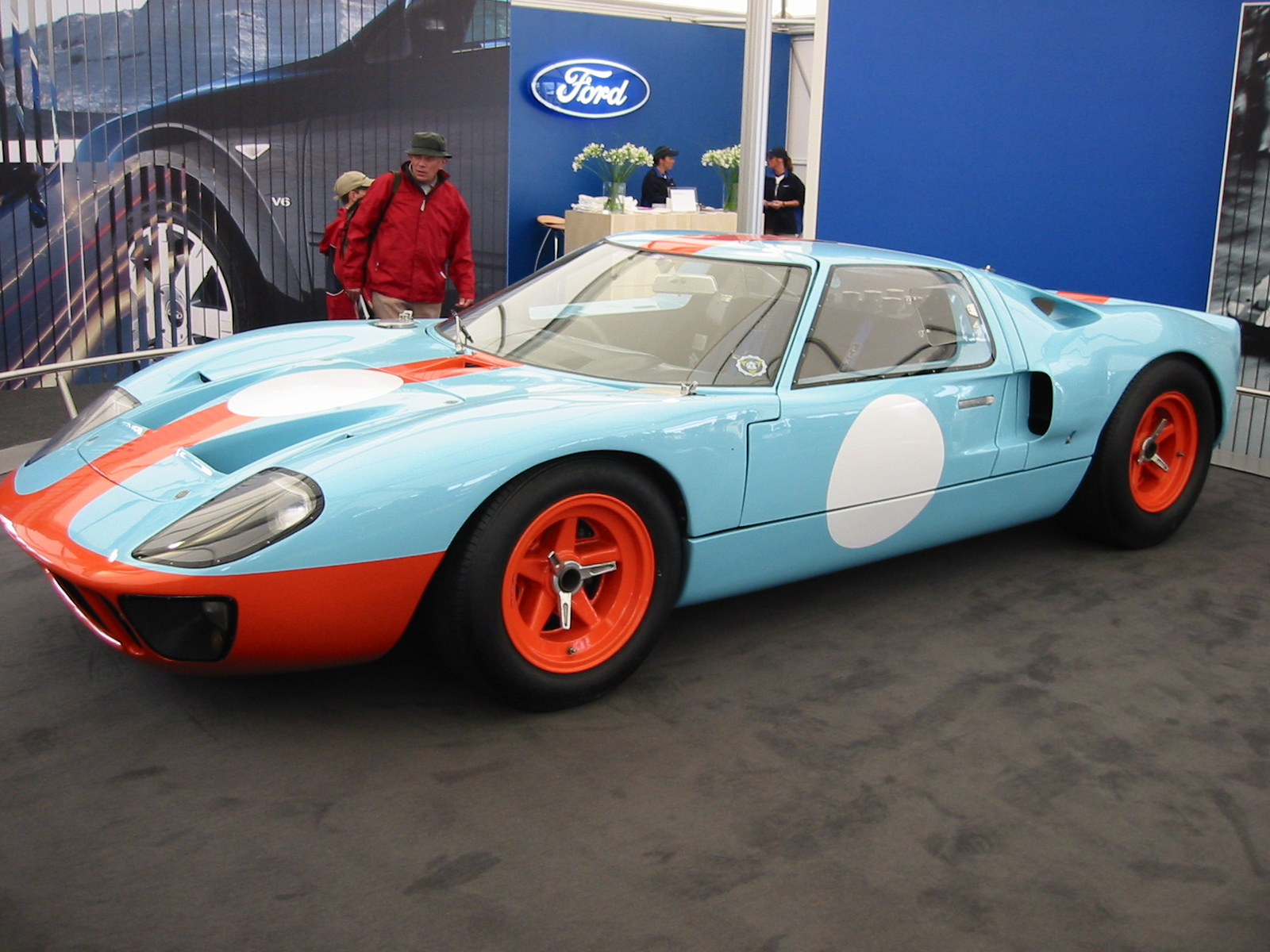
Ford GT40 — легендарный гоночный автомобиль

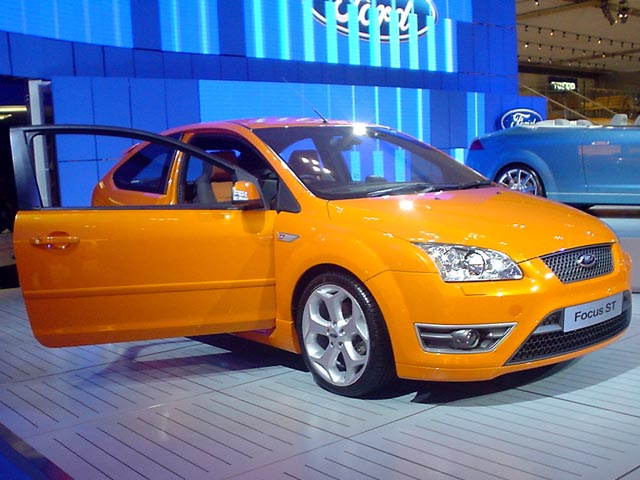
Ford Focus 2 ST

### В Российской империи/СССР
Компания открыла своё представительство и начала реализацию автомобилей в Российской империи в 1907 году и продолжала свою деятельность после Октябрьской революции. В 1920-е годы советские специалисты проходили стажировку на заводе компании в США. В 1932 году в СССР при её участии был запущен Нижегородский автозавод (в том же году переименованный в Горьковский автомобильный завод).

### Современное положение
В настоящее время на рынке России представлен в основном легковой модельный ряд европейского филиала Ford Werke. Таковы модели Fiesta (импорт в США начат в 1978), Focus (в США под таким именем продаётся фейслифтинг первого поколения европейского Focus, на остальных рынках давно уже не продающегося), Mondeo (в США представлен под названием Fusion), Kuga (в США представлен под названием Escape), C-MAX (представлен на североамериканском рынке импортируемыми машинами европейской сборки) и S-MAX (на рынке США не представлен). Из моделей же американского рынка в России представлены только внедорожники Ford Escape и Ford Explorer.

#### Форд Всеволожск

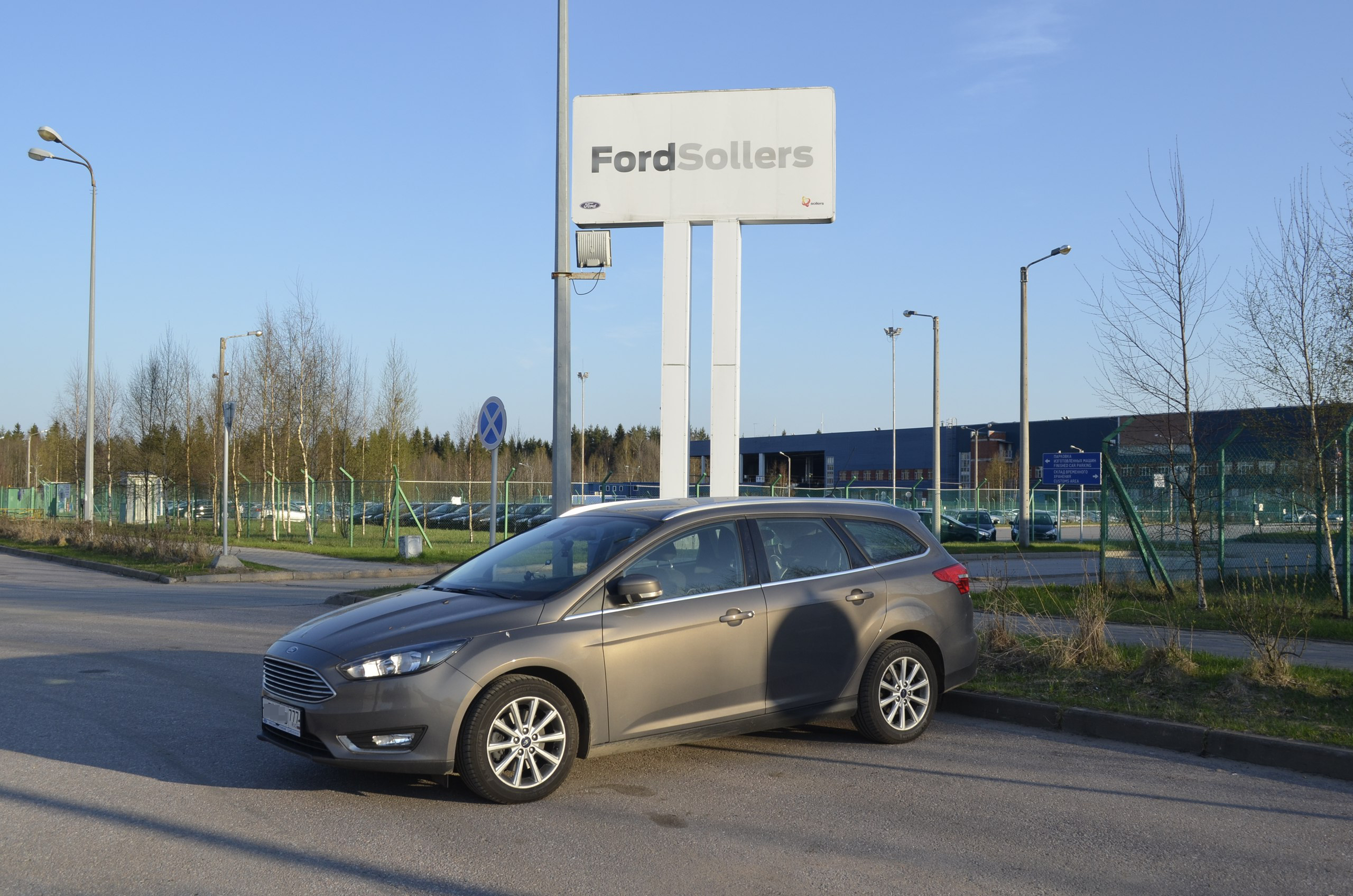
Ford Focus 3 на фоне автозавода во Всеволожске

Российской дочерней компании Ford (ЗАО «Форд Мотор Компани») принадлежит автомобильный завод в городе Всеволожск (Ленинградская область), осуществляющий сборку автомобилей Ford Focus III и Ford Mondeo (на предприятии производятся такие операции как сварка кузовов, окраска и окончательная сборка автомобилей). Предприятие было запущено в июле 2002 года и стало одним из первых автосборочных предприятий зарубежной марки в России. Мощность завода на июль 2007 года составляла 72 тыс. автомобилей в год, численность персонала — 2,2 тыс. человек. Тогда же компания объявила о расширении мощностей всеволожского завода до 125 тыс. машин в год, в том числе 100 тыс. Focus 2 и 25 тыс. Mondeo. Инвестиции в расширение должны были составить 100 млн $.
На предприятии достаточно активную деятельность ведёт профсоюзная организация, лидером которой с 2005 по 2011 годы был Алексей Этманов. Российский завод Ford неоднократно становился ареной конфликтов между работниками и руководством, нередко выливавшихся в забастовки. Наиболее известными были забастовки на заводе «Форд» в 2005, 2006 и 2007 годах, особенно 25-дневная забастовка в ноябре — декабре 2007 года. Итогом забастовок на «Форде» стало повышение заработной платы работников, улучшение их условий труда.
В 2018 году выпуск составил 15 тысяч машин при мощности завода 125 тысяч машин.

#### Ford Sollers
В феврале 2011 года было объявлено о создании совместного автомобилестроительного предприятия Ford и российского автопроизводителя «Соллерс» — Ford Sollers. Со стороны американской компании в СП внесены российское торговое подразделение Ford Motor Rus и всеволожский завод, со стороны «Соллерса» — производственные мощности двух заводов, Соллерс-Елабуга и Соллерс — Набережные Челны. Распределение долей в СП 50 на 50. На предприятиях СП будут выпускались автомобили под маркой Ford.
В 2015 году на территории ОЭЗ «Алабуга» Ford Sollers запустил завод двигателей. На нем производятся три версии бензинового двигателя 1.6 Duratec с распределённым впрыском мощностью 85, 105 и 125 л. с. К середине 2017 года завод выпустил 30 тыс. двигателей, достигнув уровня локализации 78 %.
14 августа 2018 года Ford Sollers согласовал с «Росстандарт» программы мероприятий по отзыву 3968 автомобилей FORD серий: Focus, C-Max, Mondeo, Kuga реализованных с 2011 по 2016 год.
К 2018 году «Форд» потерял значительную долю российского рынка. Объём производства на заводе во Всеволожске упал до 15 тысяч машин при мощности завода 125 тысяч машин, а в Елабуге — до 18 тысяч при мощностях 65 тысяч. В марте 2019 года в СМИ появилась информация, что Ford рассматривает возможность прекратить производство легковых автомобилей в России, и сосредоточиться на развитии в сегменте легких коммерческих автомобилей (LCV); компания отказалась давать комментарии по данному вопросу, но вице-премьер Дмитрий Козак подтвердил, что у компании есть проблемы со сбытом автомобилей. Позднее компания официально подтвердила информацию.
В 2019 году Ford свернул выпуск двигателей и легковых автомобилей в России, сохранив только производство Ford Transit на заводе Соллерс-Елабуга Предполагается что другие заводы будут проданы..
В 2019 году изменились доли участия в СП «Ford Sollers»: ПАО «СОЛЛЕРС» приобрело контролирующую долю в размере 51 % в уставном капитале, доля Ford Motor Company составила 49 %, а в январе 2021 года СП выкупило долю «Форда» полностью.

### Продукция для гражданского рынка
Модельный ряд
- Aerostar
- Aspire
- Bronco
- B-Max
- C-MAX
- Capri
- Cougar
- Crown Victoria
- Econoline
- Econovan
- EcoSport
- Edge
- Escape
- Escort
- Escort Cabrio
- Excursion
- Expedition
- Explorer
- F150
- F250
- F350
- Fiesta
- Five Hundred
- Flex
- Focus
- Freestar
- Freestyle
- Fusion
- Galaxy
- Granada
- GT
- Ka
- Kuga
- Maverick
- Mondeo
- Mustang
- Orion
- Probe
- Puma
- S-MAX
- Ranger
- Scorpio
- Sierra
- Street Ka
- Superduty
- Taunus
- Taurus
- Thunderbird
- Torino
- Grand Torino
- Transit

- Festiva
- Falcon

### Концепт-кары
- Ford Nucleon
- Ford Shelby Cobra Concept
- Ford F 250 Super Liner

### Автобусы
Школьные автобусы (как правило, производятся сторонними производителями, используя готовое шасси или базовый фургон Ford):
- Ford Transit bus van
- Ford Minibus на шасси F450
- Ford Minibus на базе E350
- Ford E350 Super Duty minibus
- Автобусное шасси Ford B600/B700/B800/B8000 (B-series)

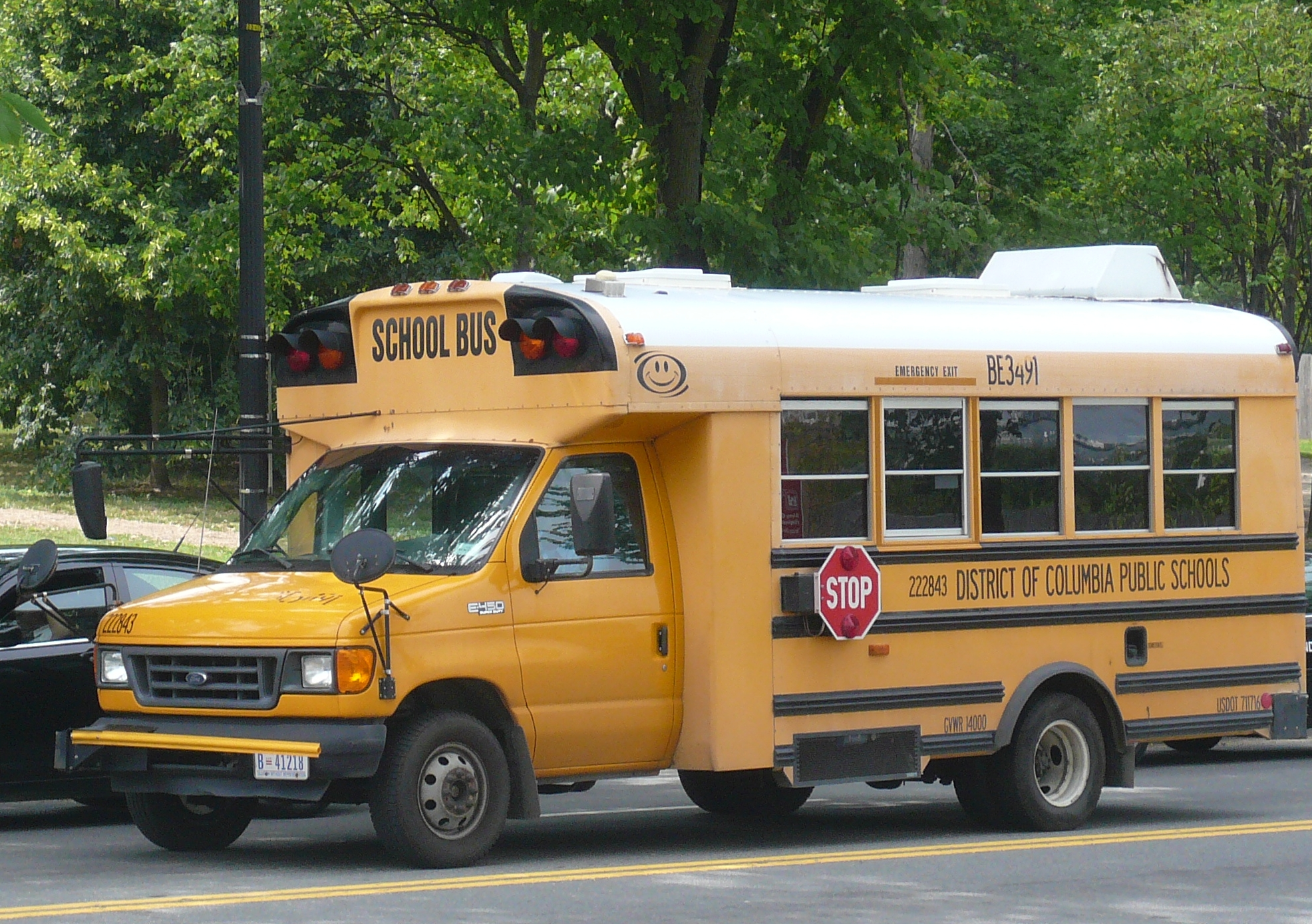
2003 Corbeil Mini-bus на базе Ford E450
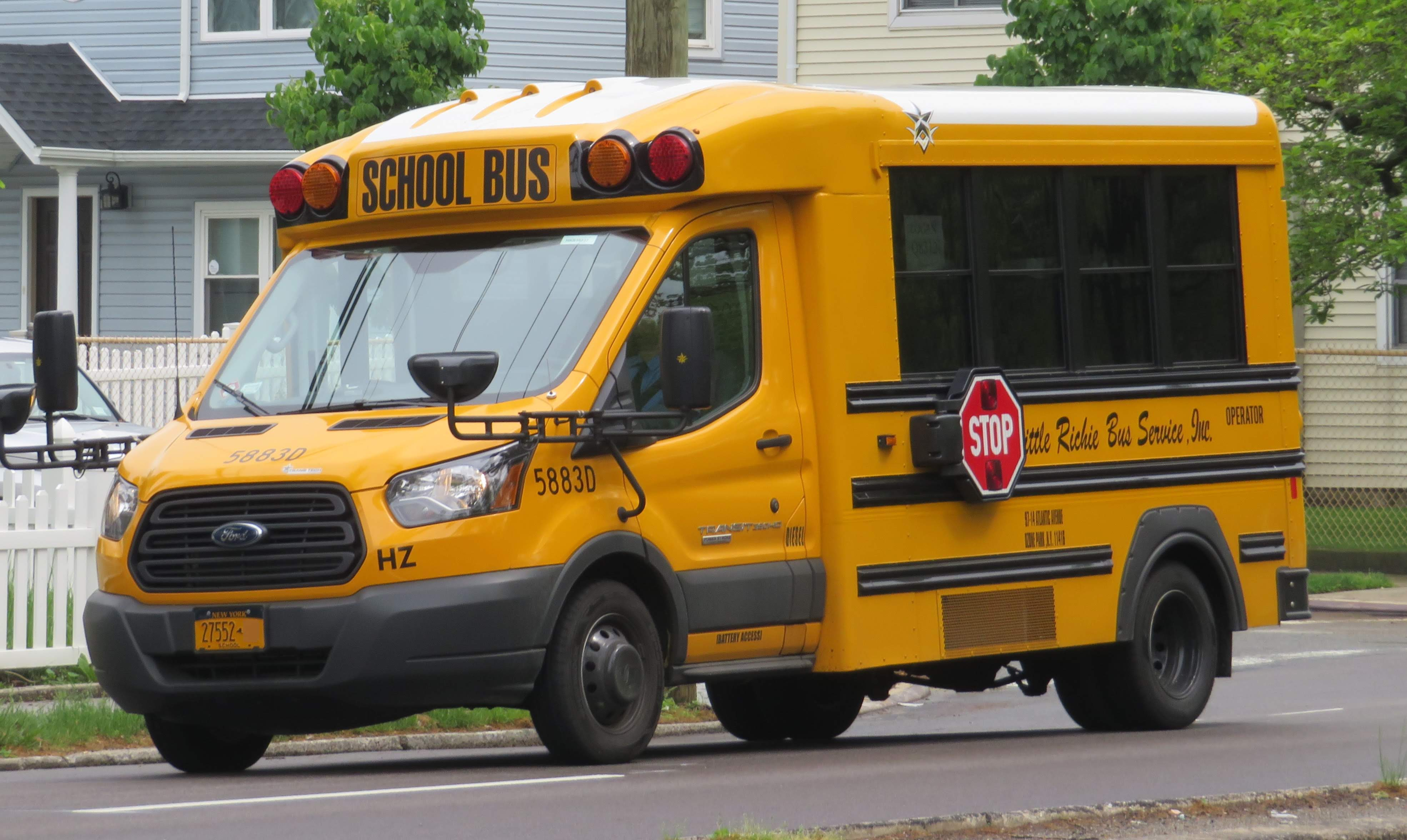
Trans Tech Trans Star на базе Ford Transit 350HD
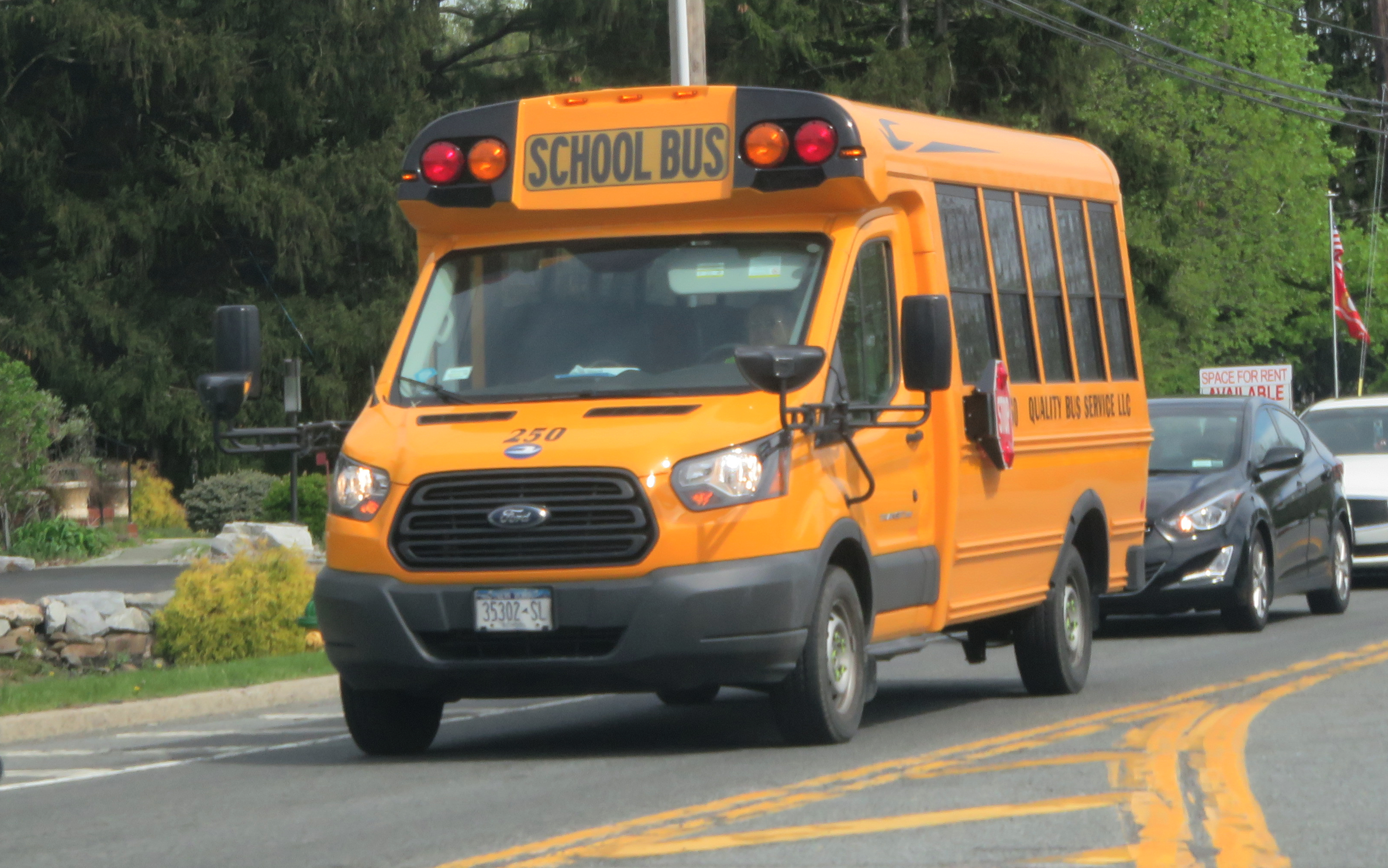
Blue Bird Micro Bird T-Series
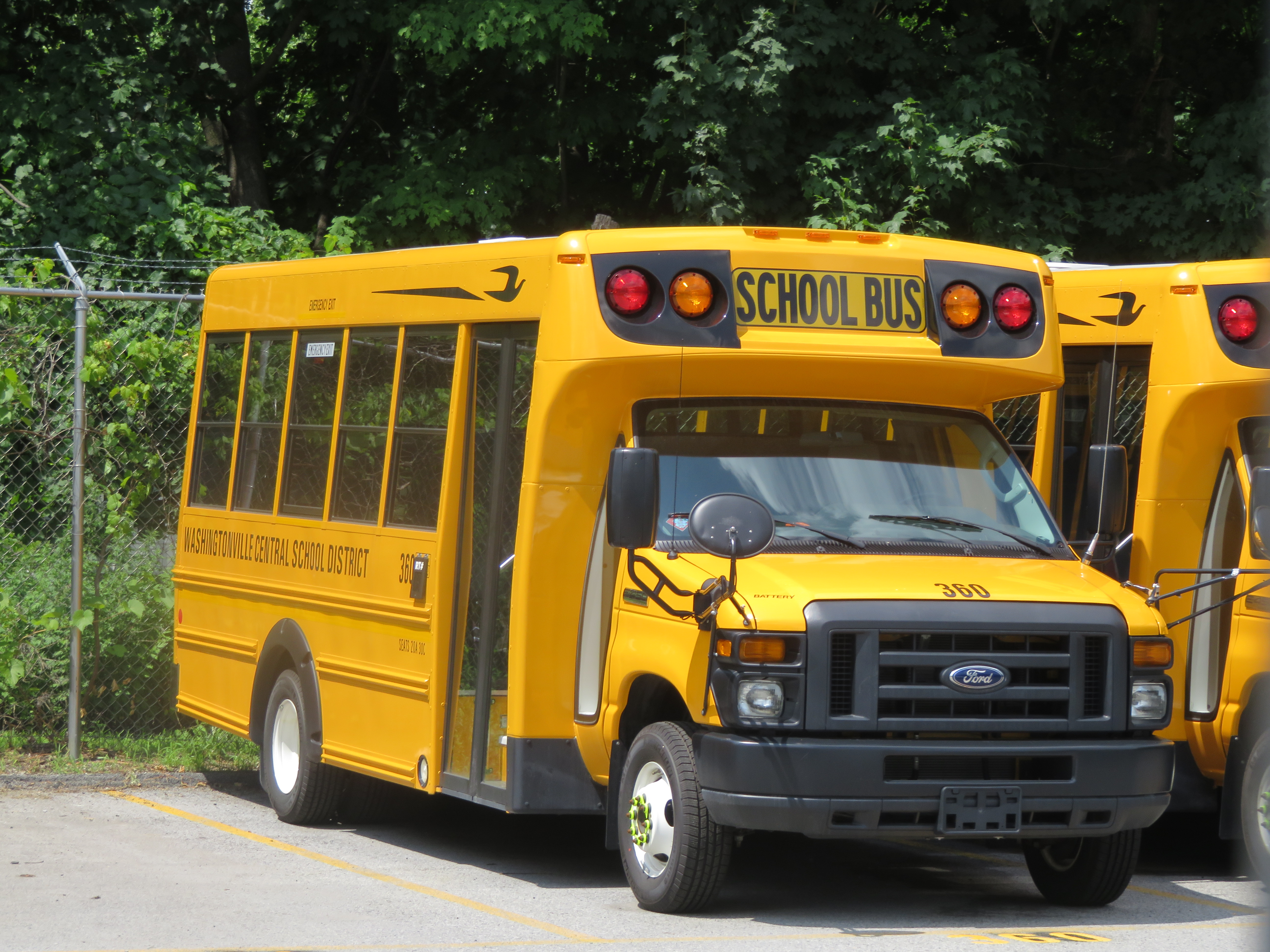
Blue Bird Micro Bird G5 на базе Ford E450
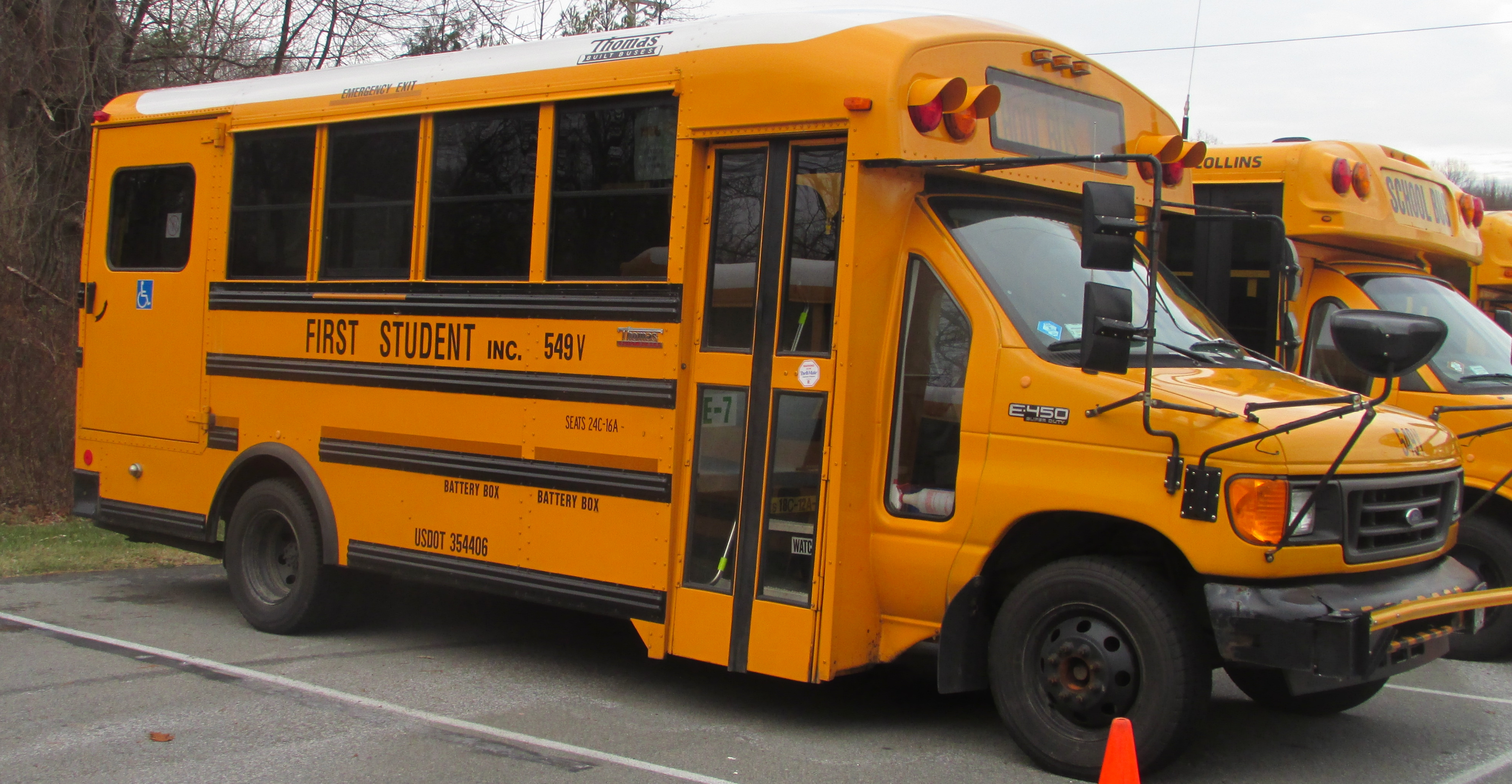
Thomas Minotour на базе Ford E450
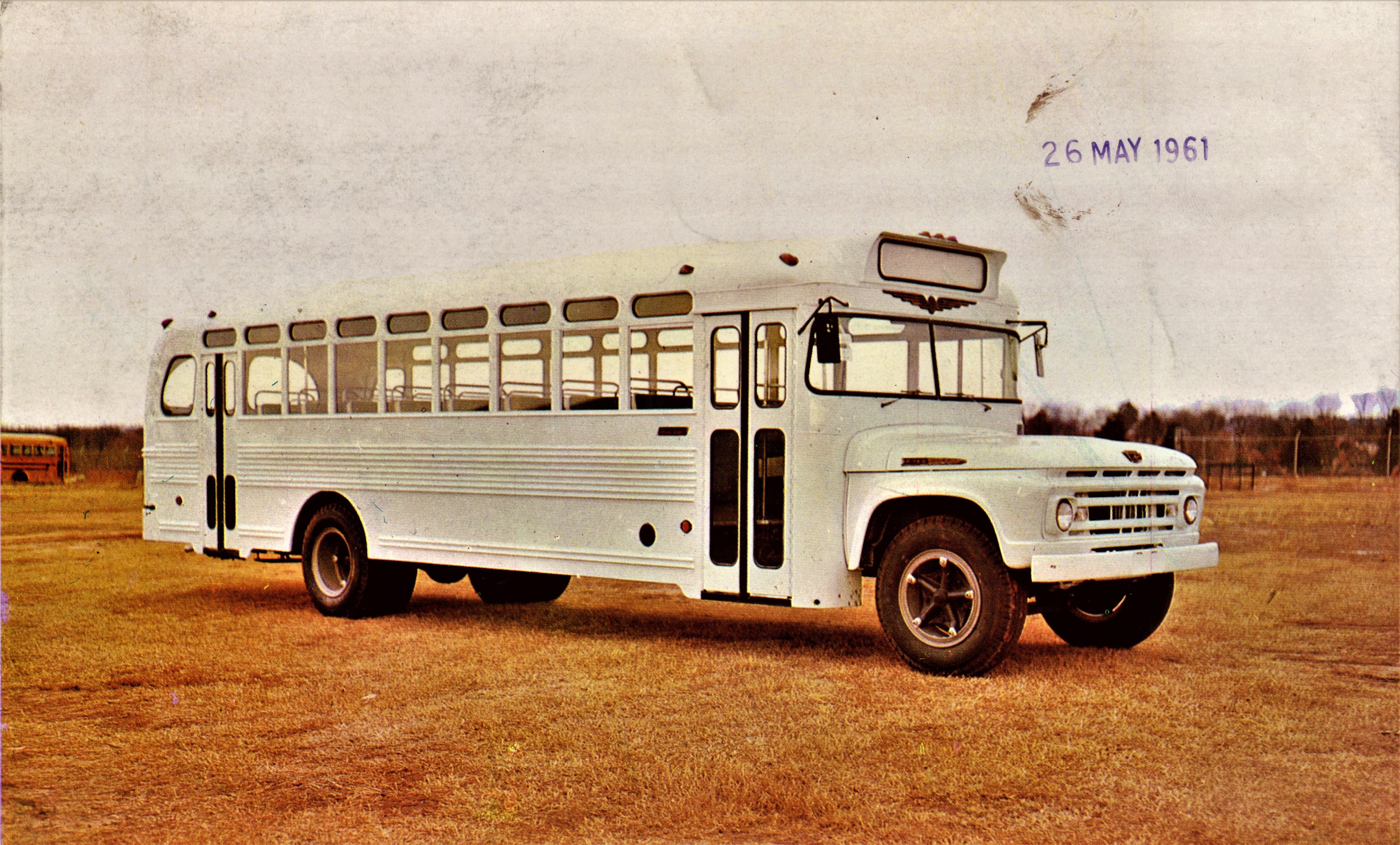
1961 Blue Bird на шасси Ford B700
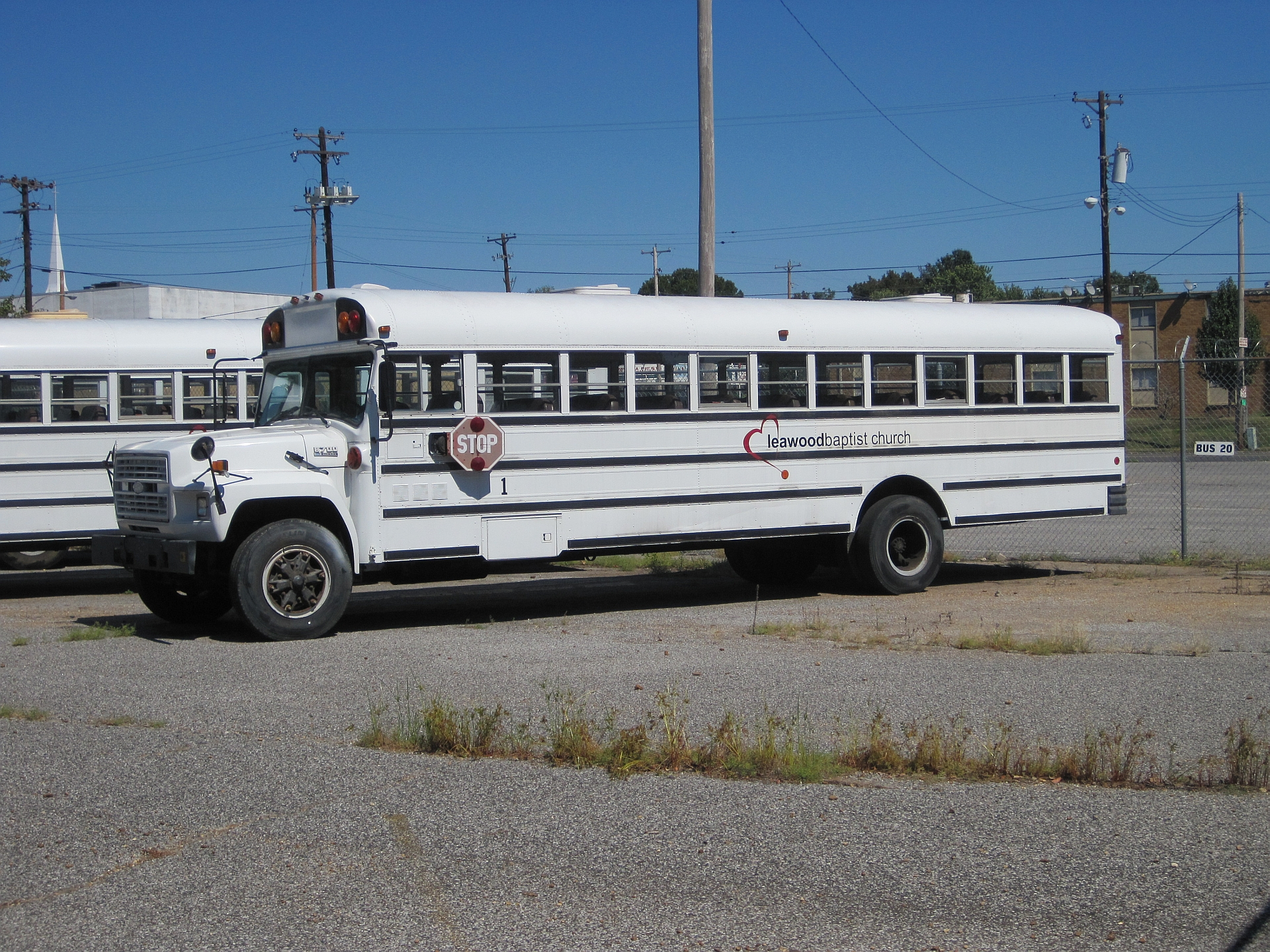
Ward Volunteer на шасси Ford B700
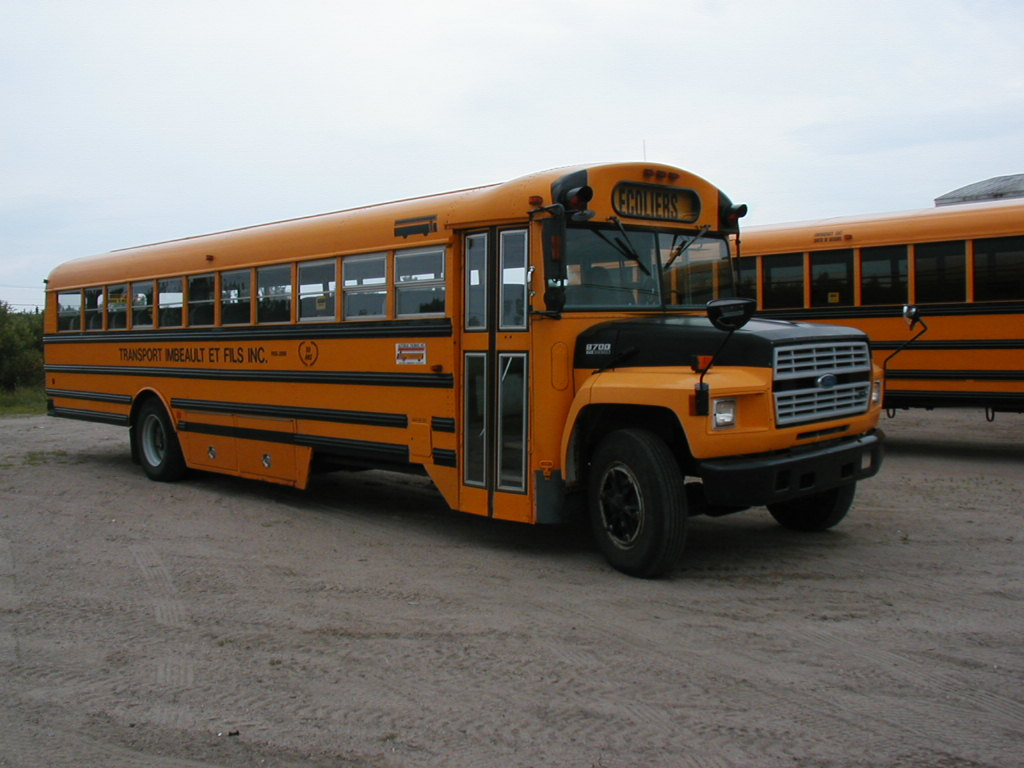
Thomas Saf-T-Liner Conventional на шасси Ford B700
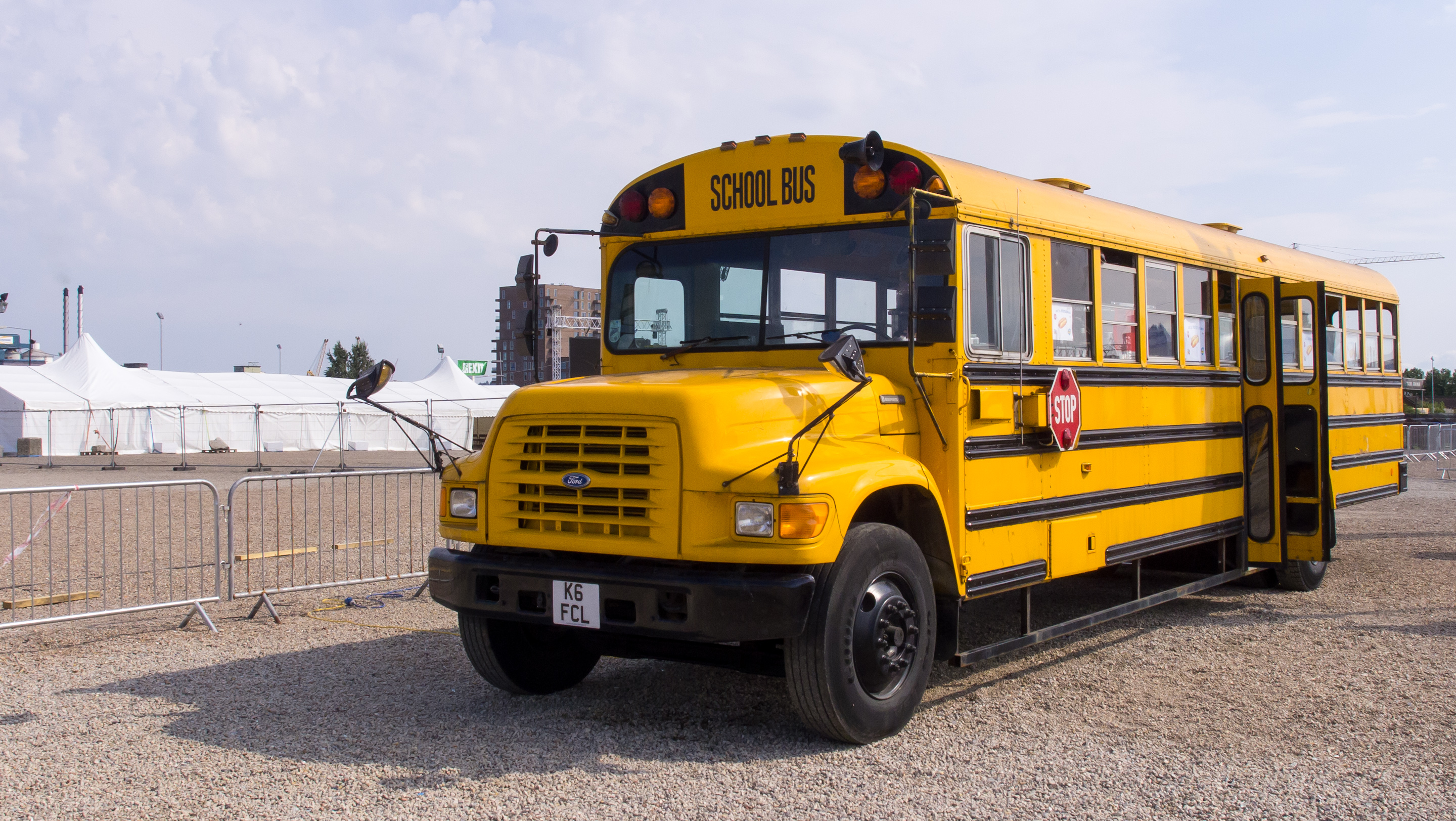
1995 Carpenter Classic на шасси Ford B-series
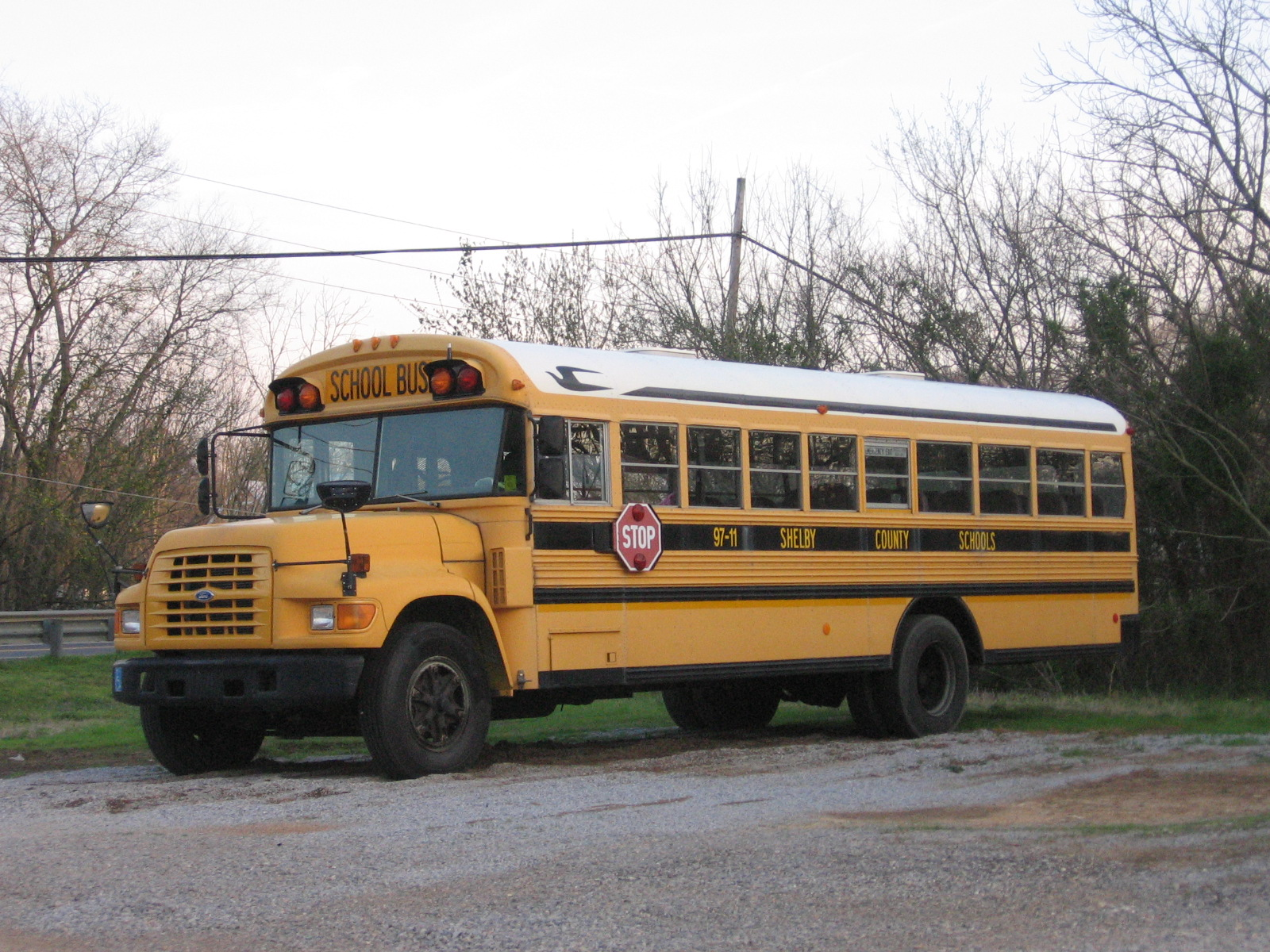
1997 Blue Bird Conventional на шасси Ford B-Series

Коммерческие автобусы:
- Ford Specialty Trolley
- Transit/Suburban Bus

а также:
- Ford G997
- Ford R1014
- Ford Trader
- Ford Hawke
- Ford ET7
- Ford 19B, 29B
- Ford Collins School bus
- Ford ET7 Aqualina

#### Автобусы с двигателями, работающими на альтернативном топливе
Ford модифицировал 6,8-литровый двигатель внутреннего сгорания Triton V-10 автобуса Е-450 для работы с водородом в 2004 году. Мощность двигателя — 235 л. с. Двигатели внутреннего сгорания, модифицированные для работы на водороде называются на английском языке hydrogen in an internal combustion engine (H2ICE). Баки для хранения водорода поставляет канадская компания Dynetek. В баках хранится газообразный водород под давлением 350 бар, эквивалентный 30 галлонам бензина. Дальность пробега на одной заправке — 240 км. Автобус перевозит 12 пассажиров. К августу 2008 года двадцать водородных Е-450 эксплуатируются в Северной Америке.

### Военная продукция
Ford активна на рынке вооружения и военной техники с Первой мировой войны, стабильно входя в первую полусотню ведущих компаний — подрядчиков ВПК США по объёмам правительственных заказов (в разные годы позиция Ford в рейтинге Top-100 крупнейших военных компаний колебалась, в зависимости от конъюнктуры рынка, в годы Холодной войны компания входила в первую тридцатку). Около пятой части доходов от продаж продукции и предоставляемых услуг составлял федеральный клиентский сектор обслуживания военных заказов (без учёта иностранных заказчиков американского вооружения и военной техники).
В сегменте военной промышленности в США и других странах, где компания имела филиалы, были задействованы следующие подразделения Ford по направлениям деятельности:
- Special Military Vehicles Operations, Дирборн, Мичиган — конструкторское бюро танкостроения: танки, колёсная и гусеничная бронетехника, военные автомобили. В годы Второй мировой войны помимо проектирования бронетехники, занималось разработкой и изготовлением ракетных двигателей и самолётов-снарядов.
- Ford Tractor Operations, Трой, Мичиган — гусеничная БТТ. Подразделение образовано в 1950-е годы методом объединения нескольких разрозненных тракторных предприятий в структуре компании.
- Chester Tank Depot, Честер, Пенсильвания — модификация и ремонт танков и гусеничной бронетехники. Крупнейшее танкоремонтное предприятие в США накануне и во время Второй мировой войны.
- Philco-Ford Corp., Филадельфия, Пенсильвания (позже переименовано в Ford Aerospace & Communications Corp.) — ракетное вооружение, стрелковое оружие, автоматизированные системы управления и связи, системы наведения ракет и управления огнём ствольной артиллерии, военная электроника и авионика, военно-космические проекты. Компания Philco была приобретена Ford в декабре 1961 года, в октябре 1990 года Ford Aerospace вместе c филиалами проданы корпорации Loral Corp. и переименованы в Loral Aerospace Holdings, Inc.
- Aeronutronic, Ньюпорт-Бич, Калифорния — научно-исследовательское подразделение перспективных военных разработок (одно из крупнейших в США). Aeronutronic Systems, Inc. вошла в состав Ford в 1956 году на правах дочерней компании (subsidiary), 1 июля 1959 года статус компании упразднён и заменен на подразделение (division) в структуре Ford. Само по себе подразделение Aeronutronic создавало львиную долю военного бюджета Ford, на момент вхождения в состав компании будучи 48-м в списке крупнейших подрядчиков Министерства обороны США[49]. В 1964 году, с целью упрощения производственных процедур объединено с другим подразделением Philco (где было организовано опытное и серийное производство различных изделий по чертежам и технической документации, подготовленной Aeronutronic). Продано Loral вместе с Ford Aerospace в 1990 году.

#### Авто и бронетехника

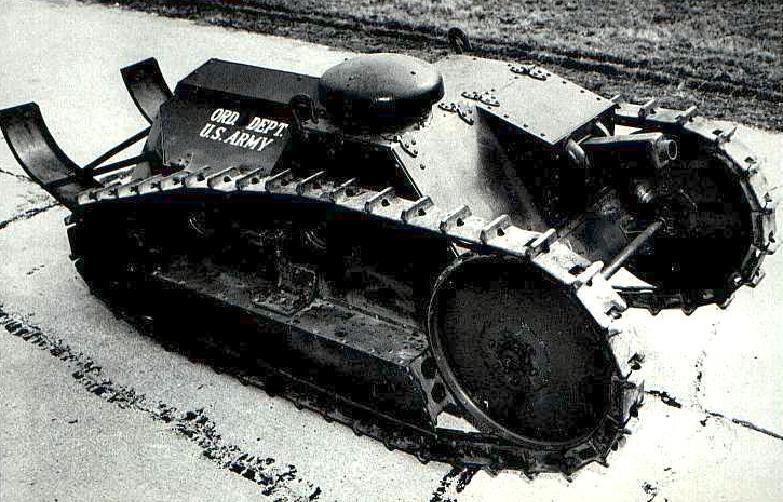
лёгкий танк M1918
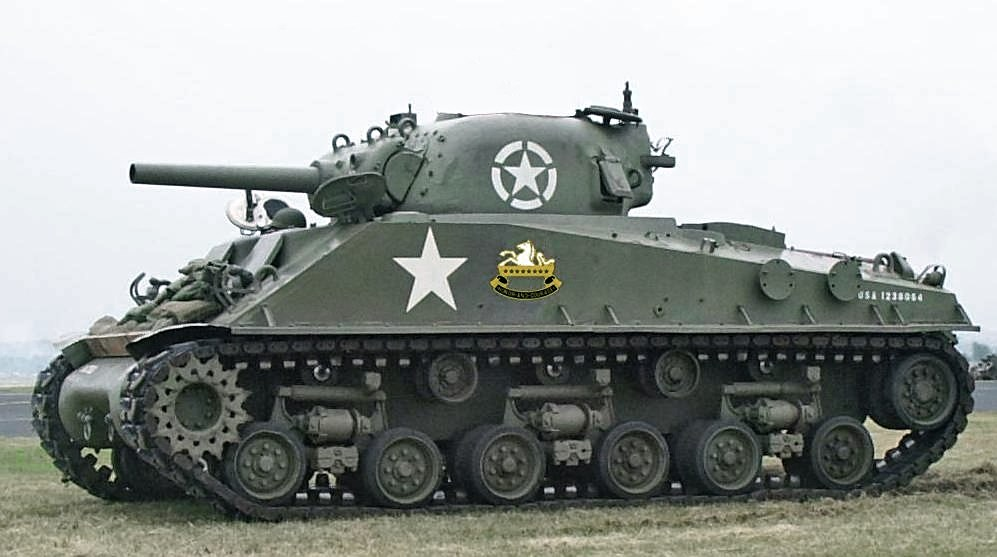
средний танк M4A3 Sherman
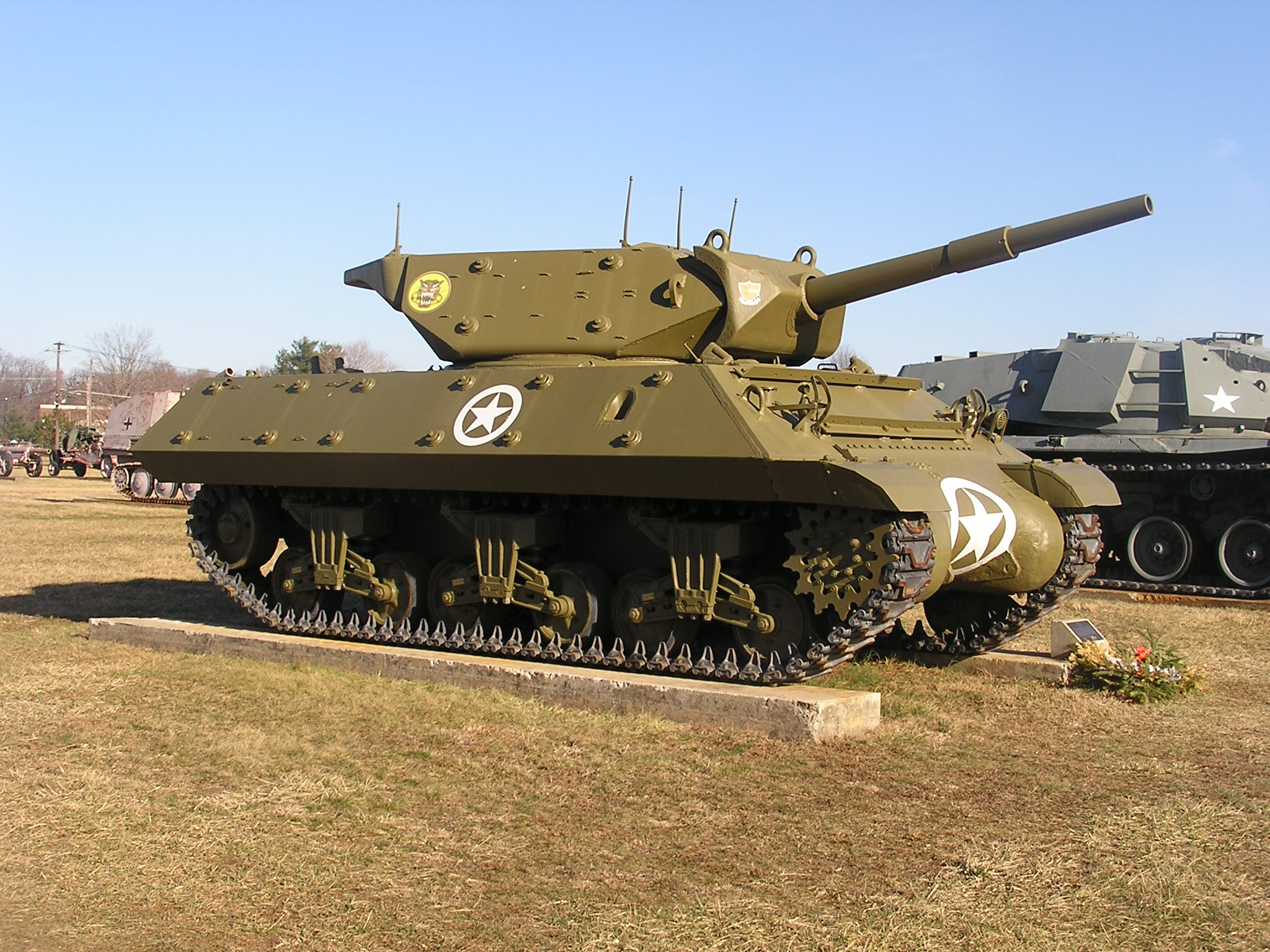
самоходная артиллерийская установка M10 Wolverine
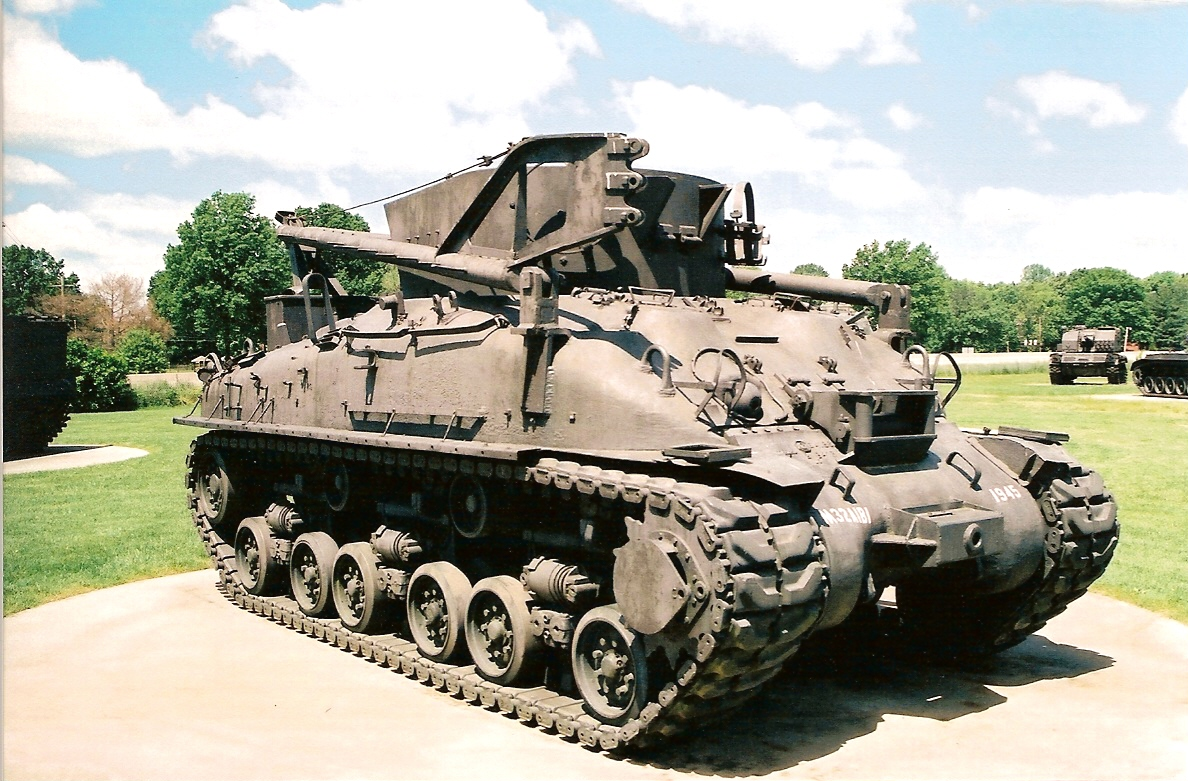
бронированная ремонтно-эвакуационная машина M32 ARV
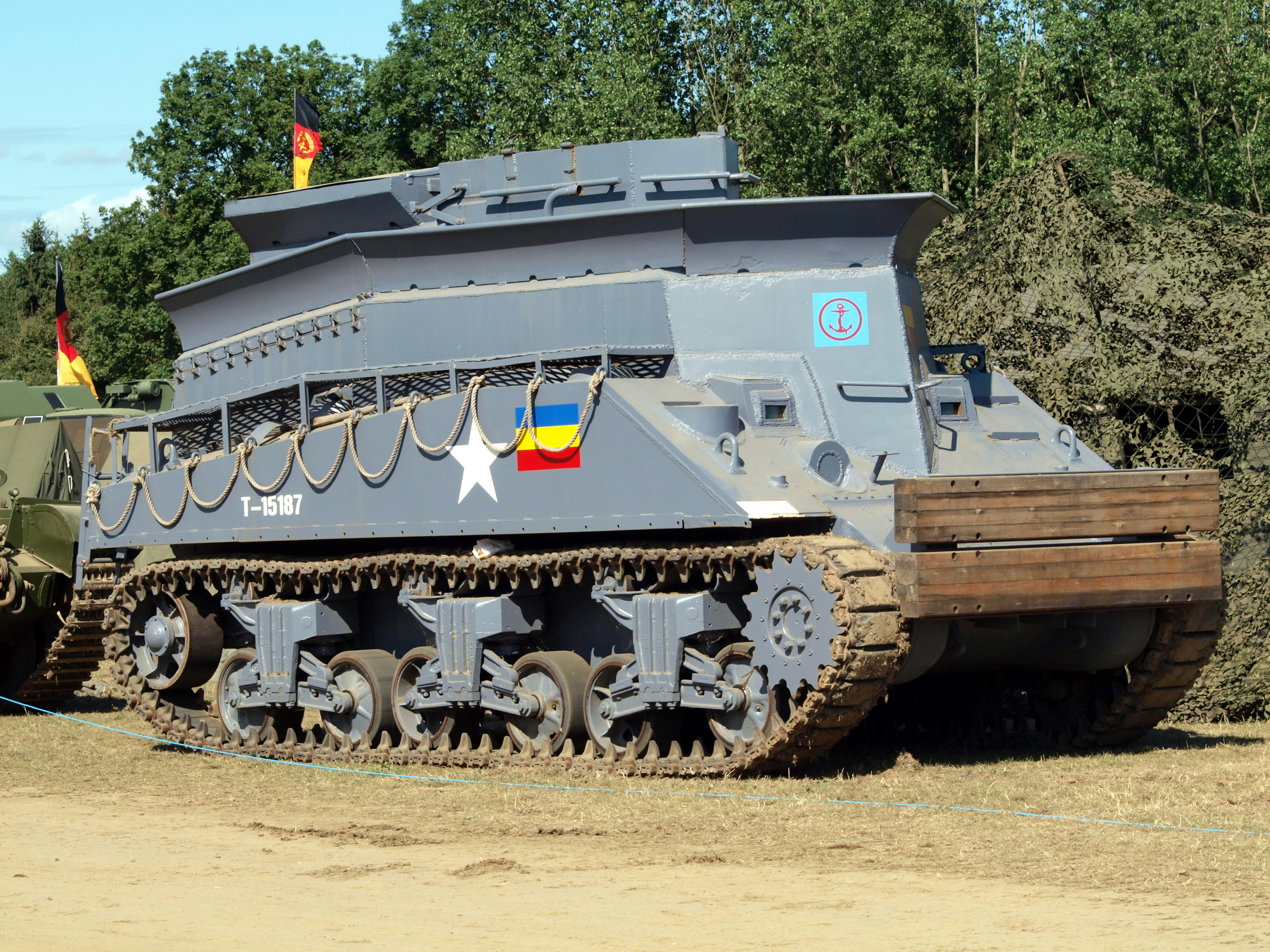
артиллерийский трактор M34
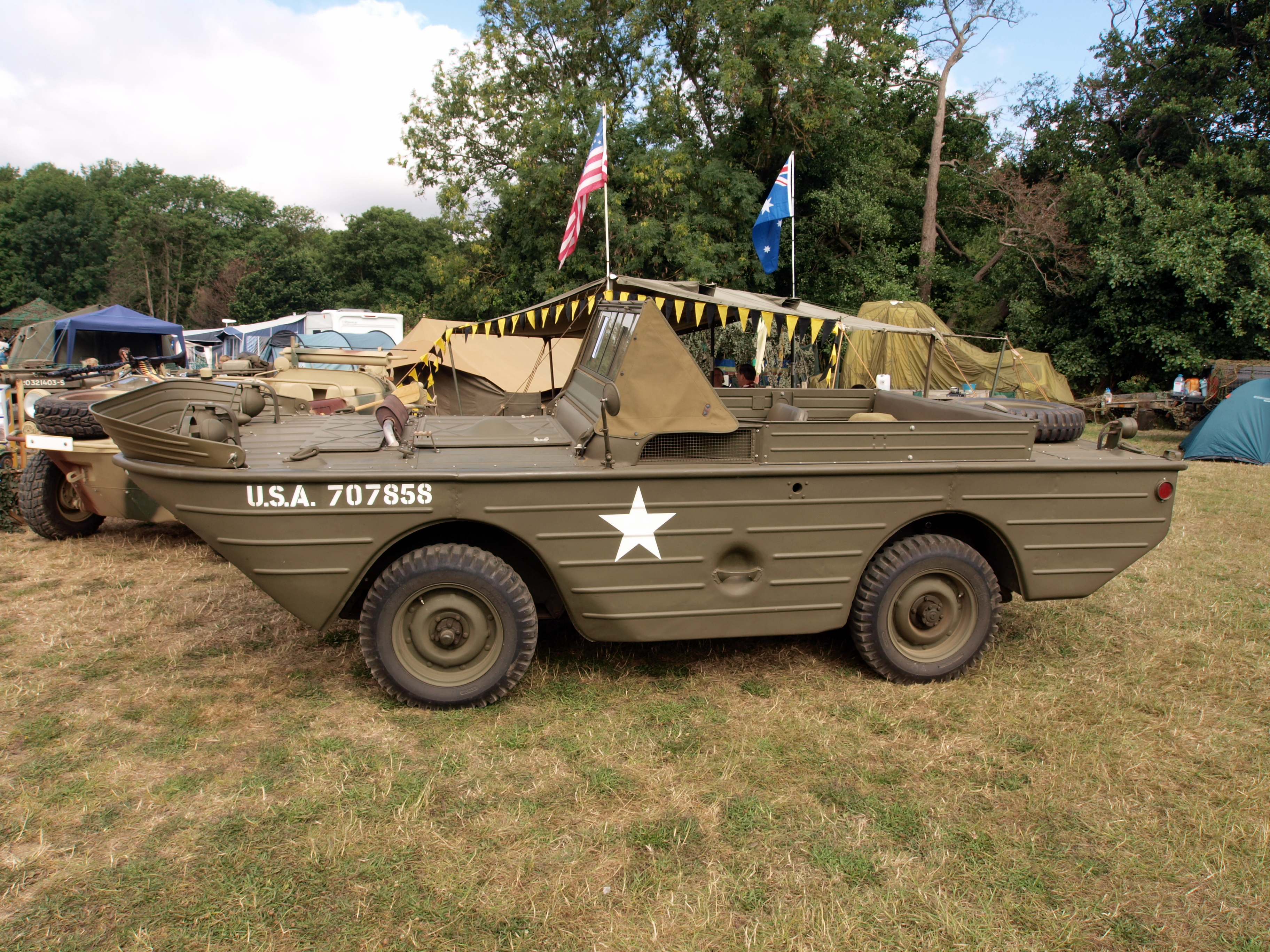
плавающий транспортёр GPA
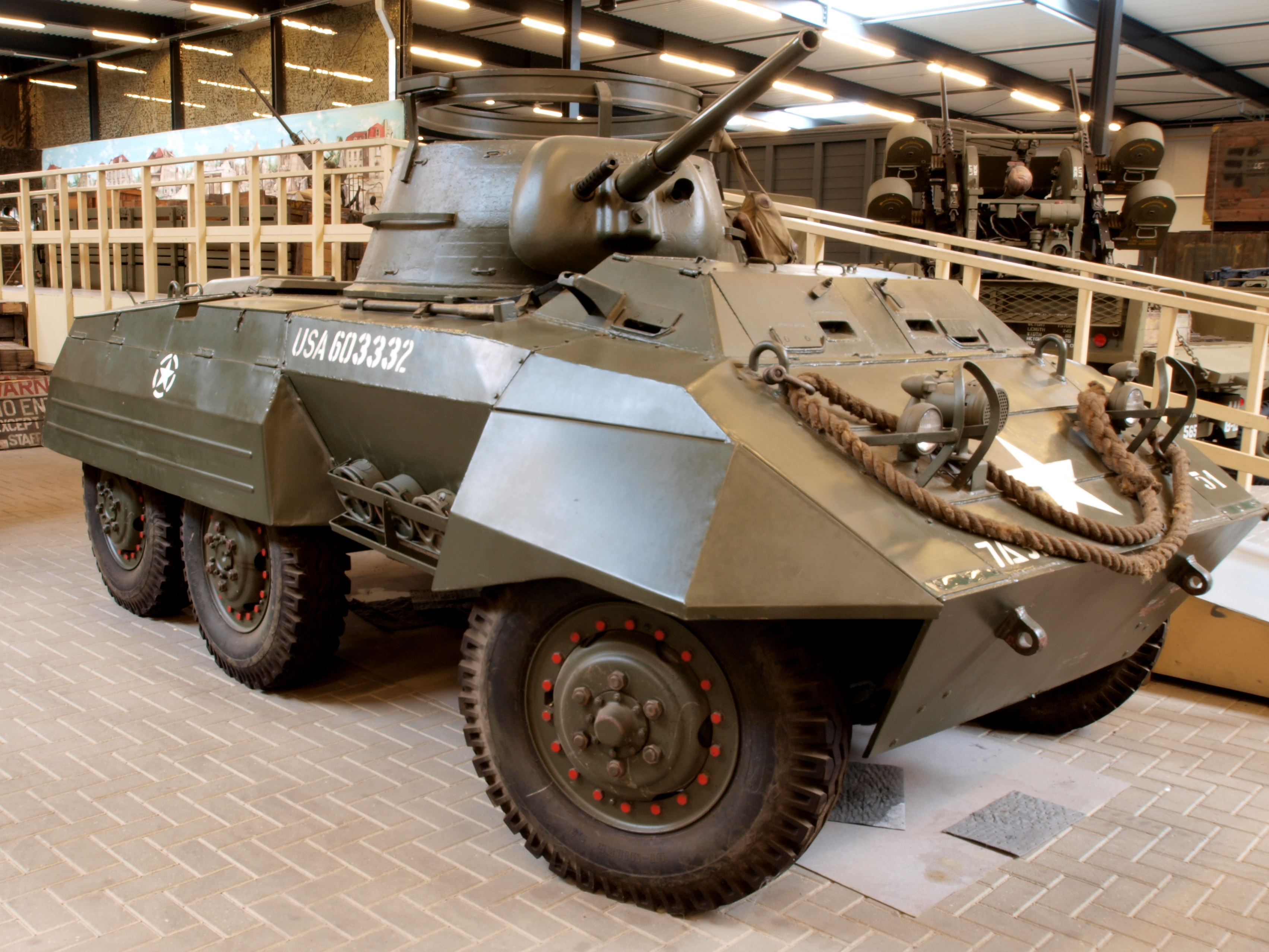
бронеавтомобиль M8 Greyhound
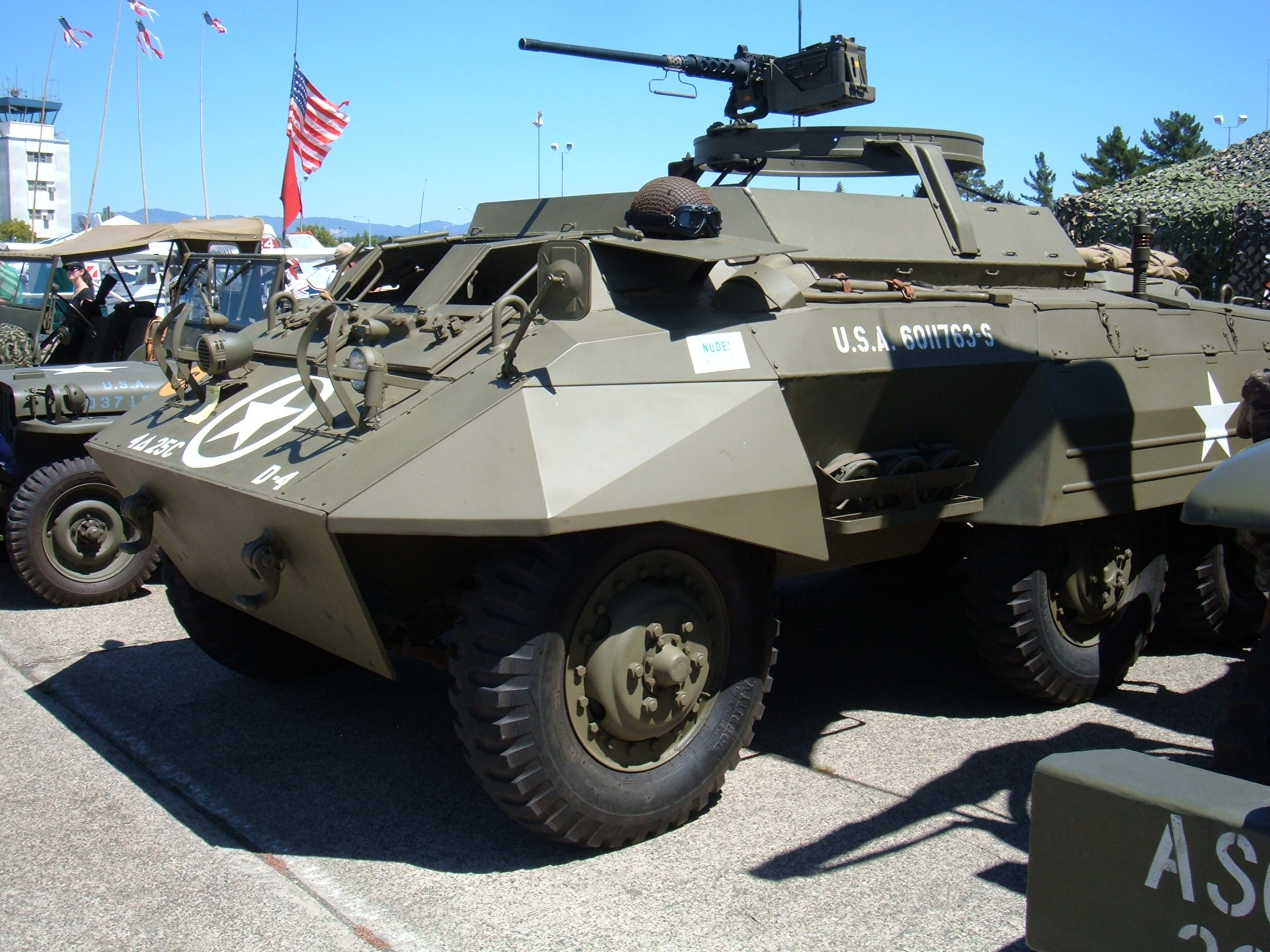
командно-штабная машина M20
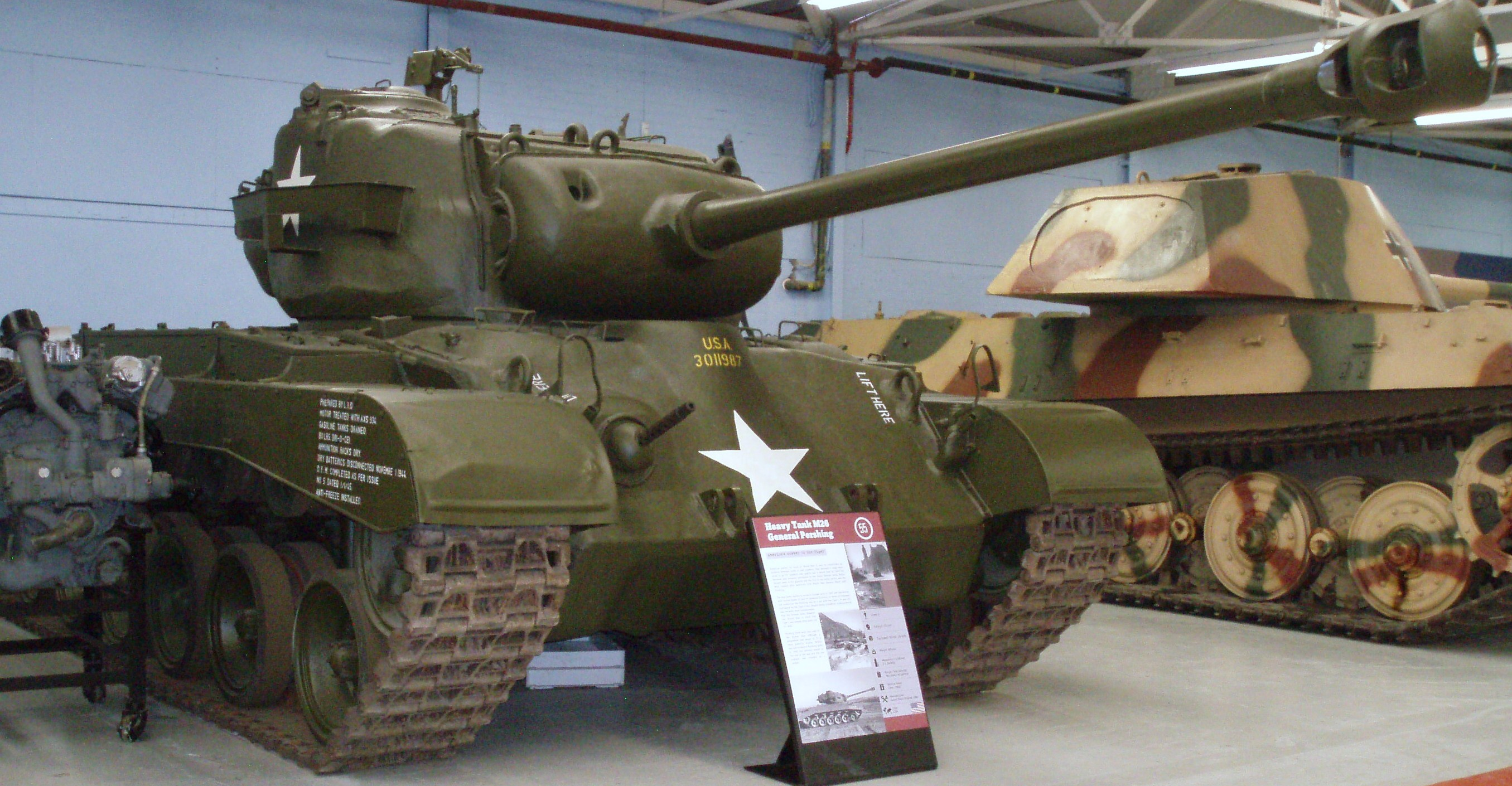
средний танк M26 Pershing
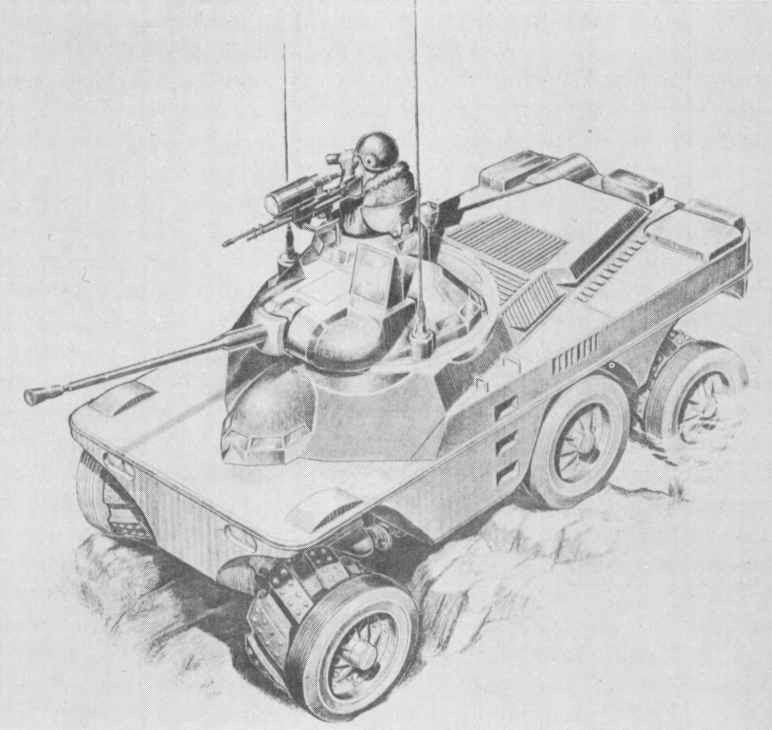
боевая разведывательная машина ARSV
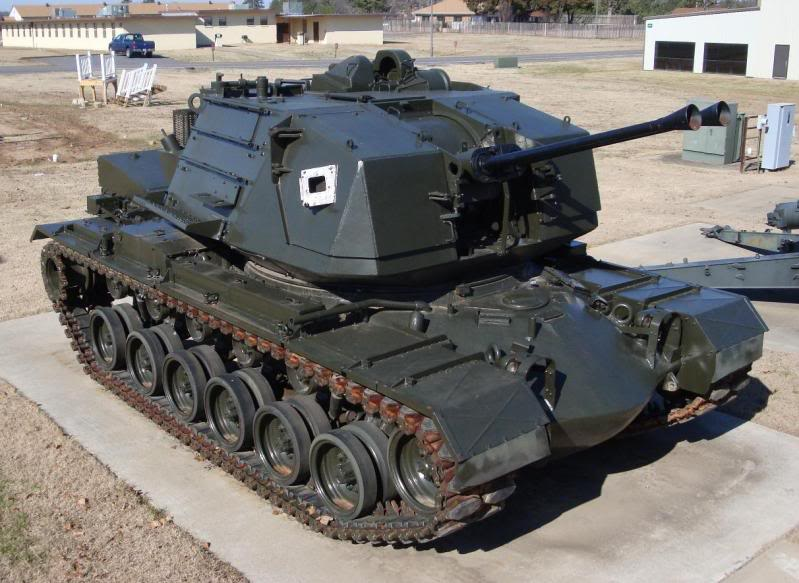
зенитная самоходная установка M247 Sergeant York

#### Ракетное оружие

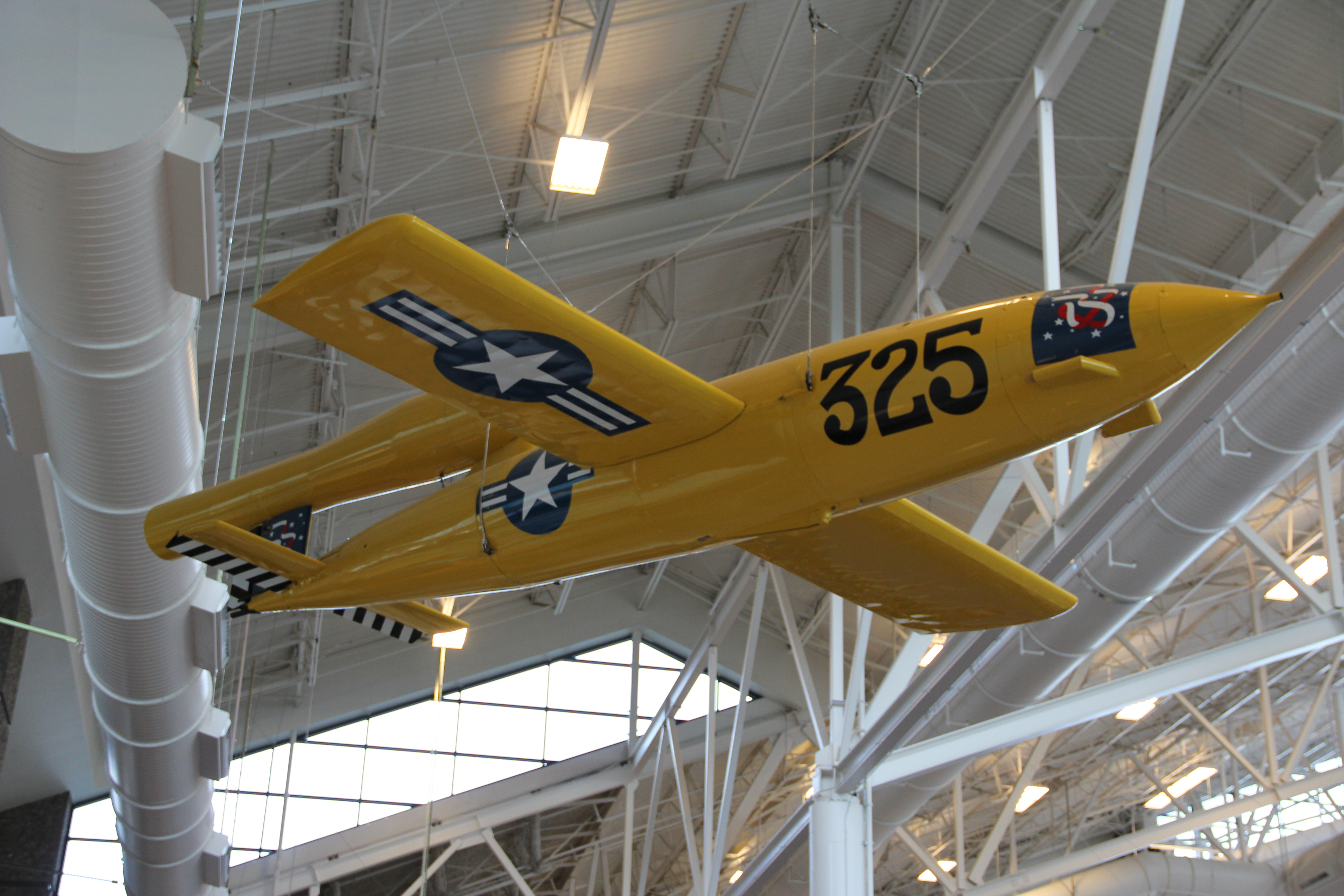
самолёт-снаряд Loon
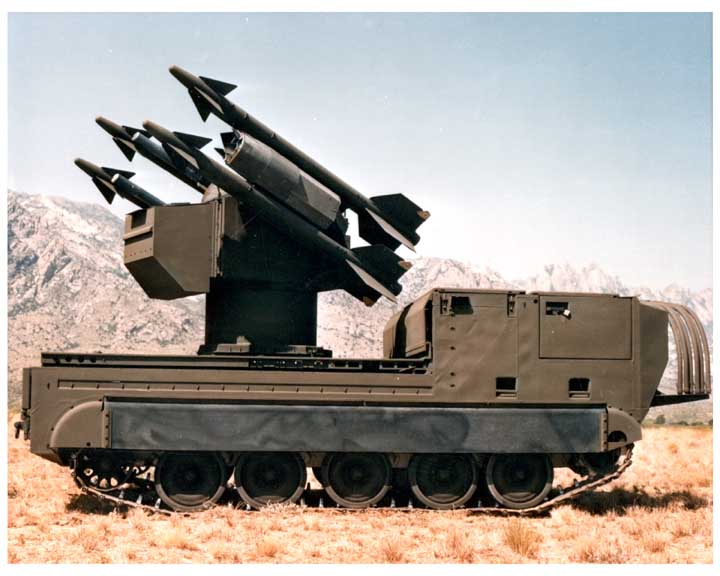
самоходный ЗРК Chaparral
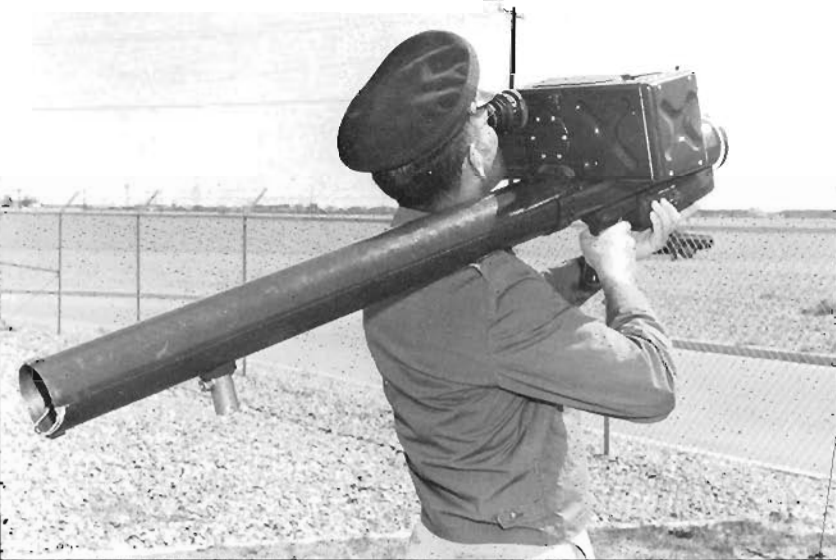
ПЗРК Stinger Alternate
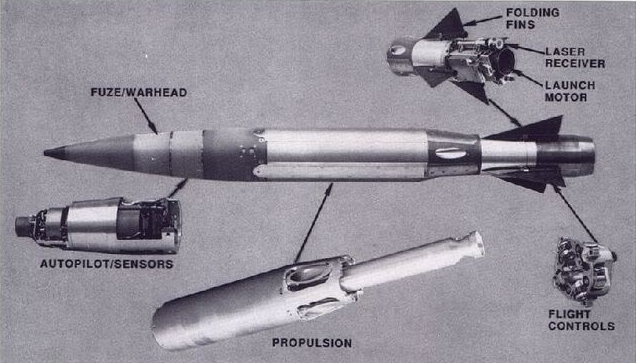
ПЗРК Saber
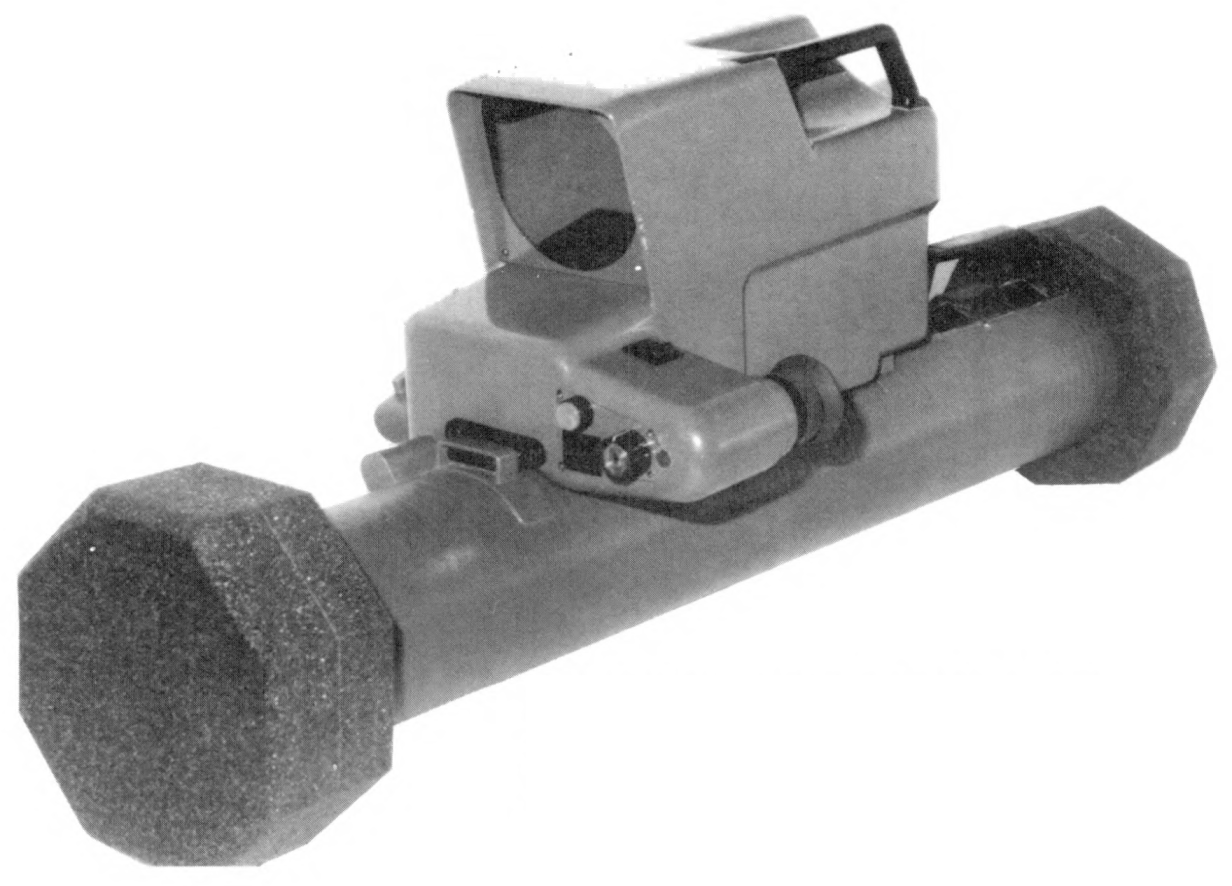
ПТРК TopKick
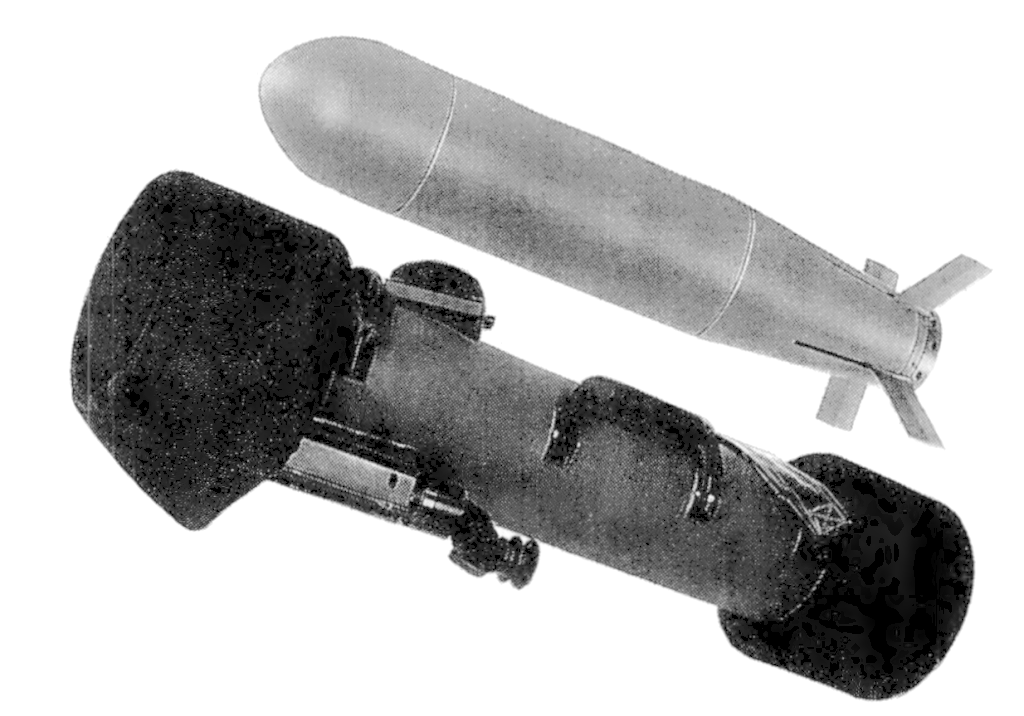
ПТРК SRAW
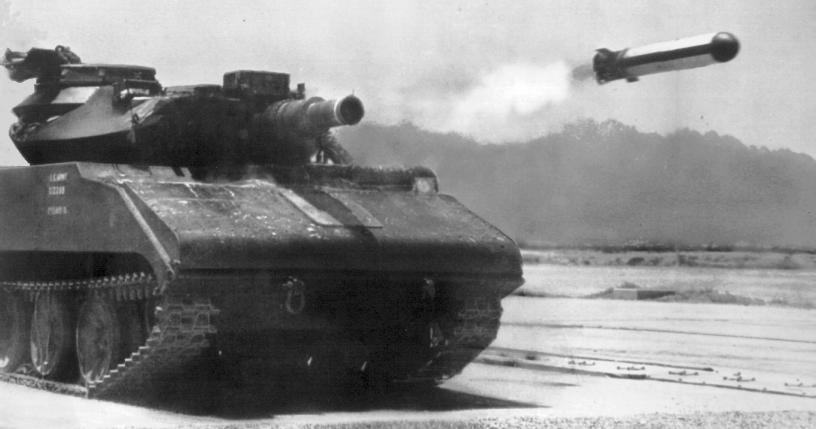
ПТУРС Shillelagh

#### Стрелковое оружие
- M79 — 40-мм ручной гранатомёт (только изготовление)
- XM234 — 6-мм лёгкий пулемёт (разработка и изготовление)
- XM235 — 5,56-мм лёгкий пулемёт (изготовление)
- XM248 — 5,56-мм лёгкий пулемёт (разработка и изготовление)

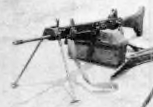
XM234
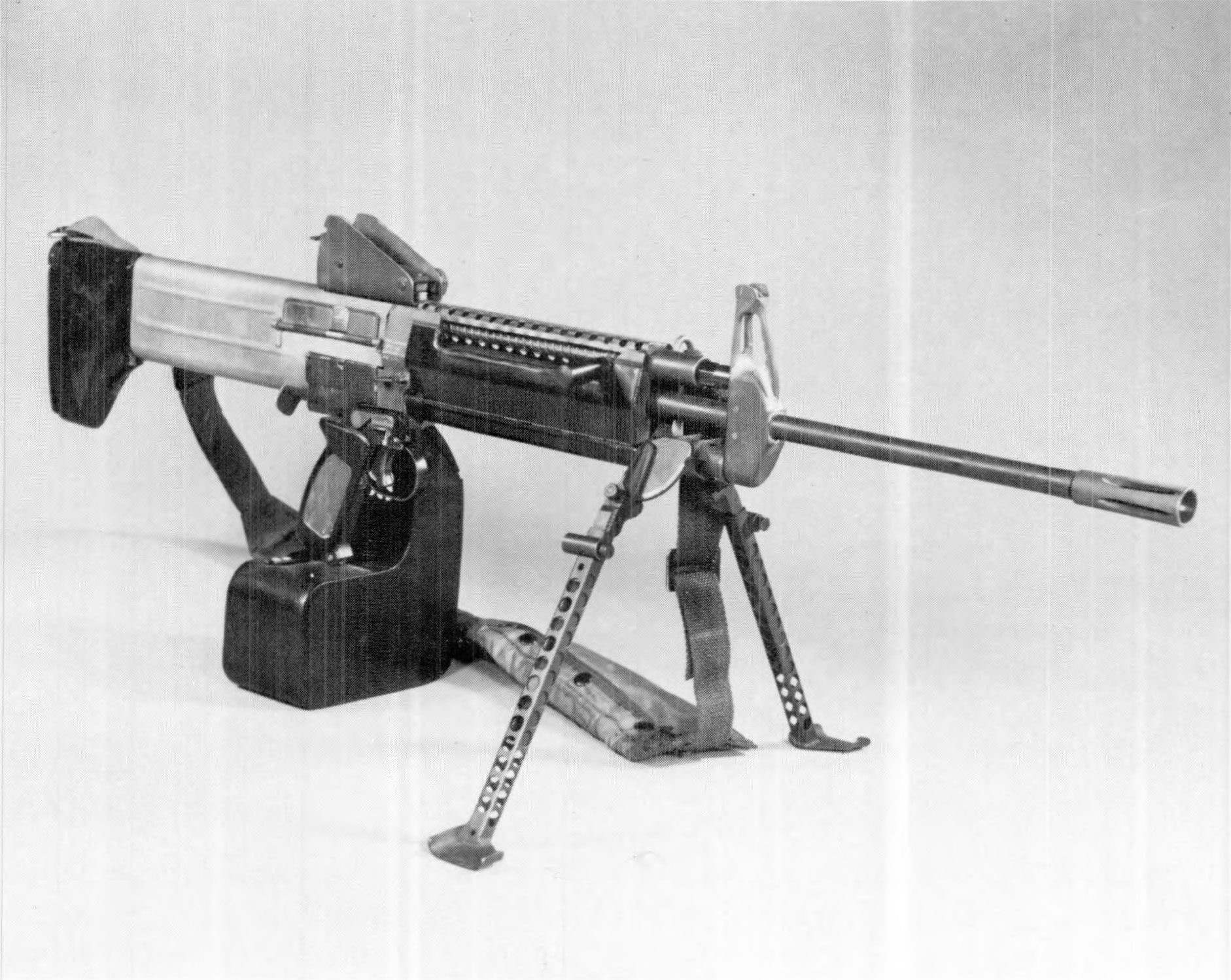
XM235
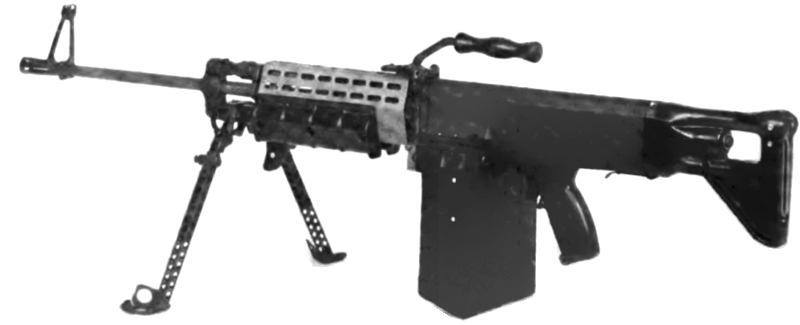
XM248
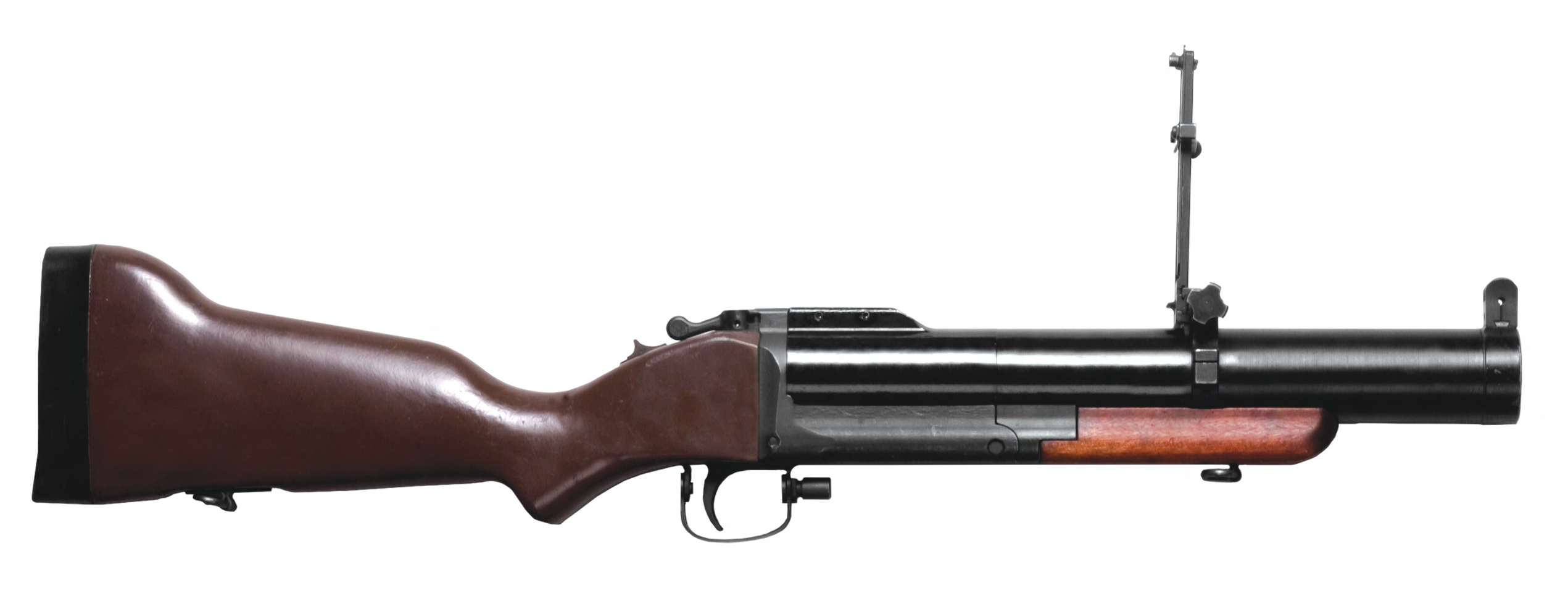
M79

#### Летательные аппараты
- Calere — БПЛА разведки и целеуказания
- Praeire — БПЛА разведки и целеуказания

## Спорт
Компания Ford принимает активное участие в спортивных соревнованиях по всему миру. Компания имеет собственную раллийную команду и поставляла двигатели для других команд.

### NASCAR
Ford является одним из трёх производителей в трёх крупнейших сериях NASCAR: Sprint Cup Series, Xfinity Series, и Camping World Truck Series. Основными командами являются Roush Fenway Racing, Team Penske и Richard Petty Motorsports.

### Ралли

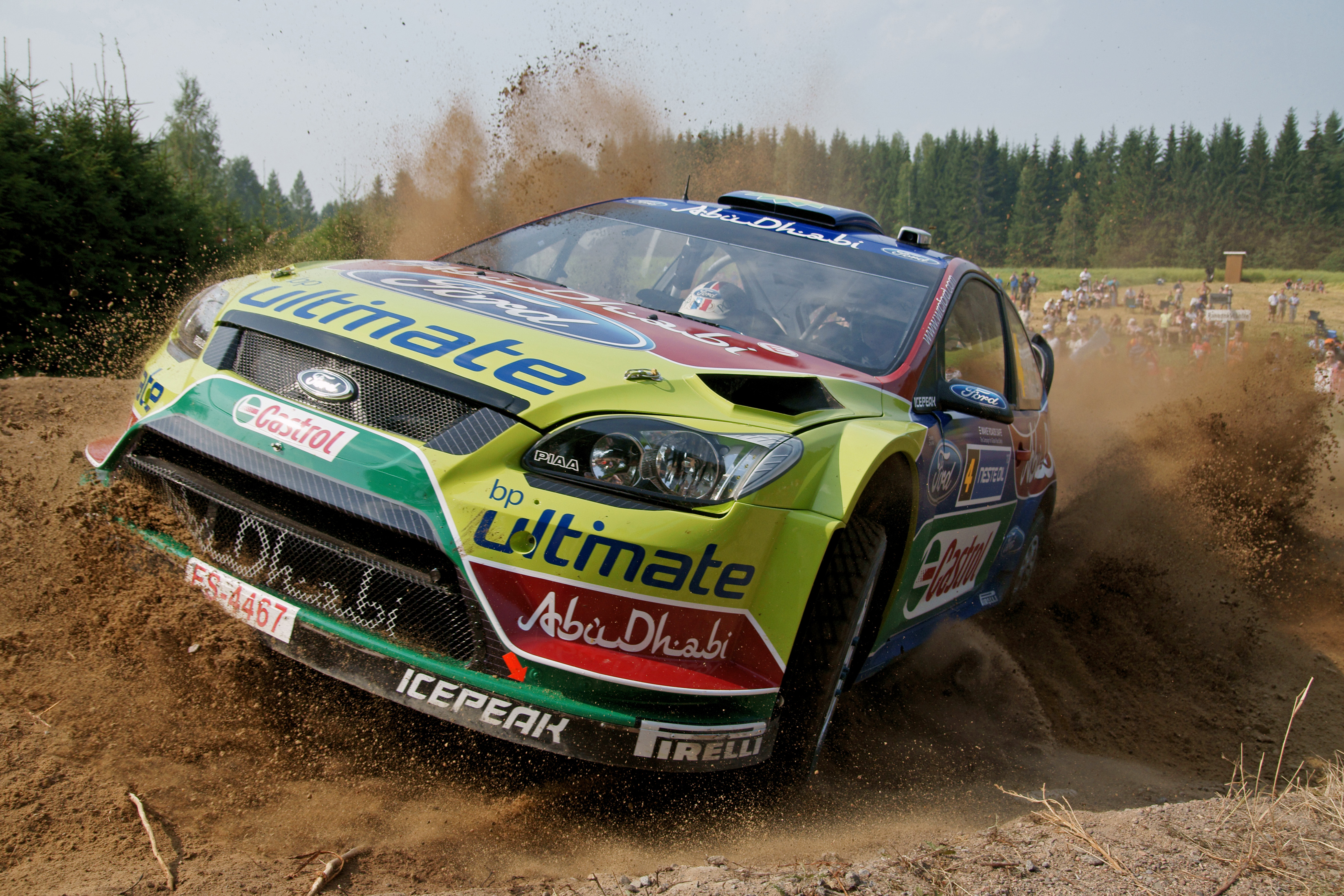
Яри-Матти Латвала, пилот Ford Focus RS WRC 09, 2010 год

Ford имеет долгую историю в ралли и принимает активное участие в Чемпионате мира по ралли с его начала, а это 1973 год. В группе Ford приняли участие в 1979 году Ханну Миккола, Бьёрн Вальдегард и Ари Ватанен, водители Ford Escort RS1800. В группе B, Ford достиг успеха на Ford RS200. В 1999 году Ford использовал различные версии Ford Focus WRC на разных этапах. В 2006 году, BP-Ford World Rally Team стал второй маркой Ford после Focus RS WRC 06. Ford является единственным производителем 92 последовательных марок; с сезона 2002 года ралли в Монте-Карло.

### Формула-1

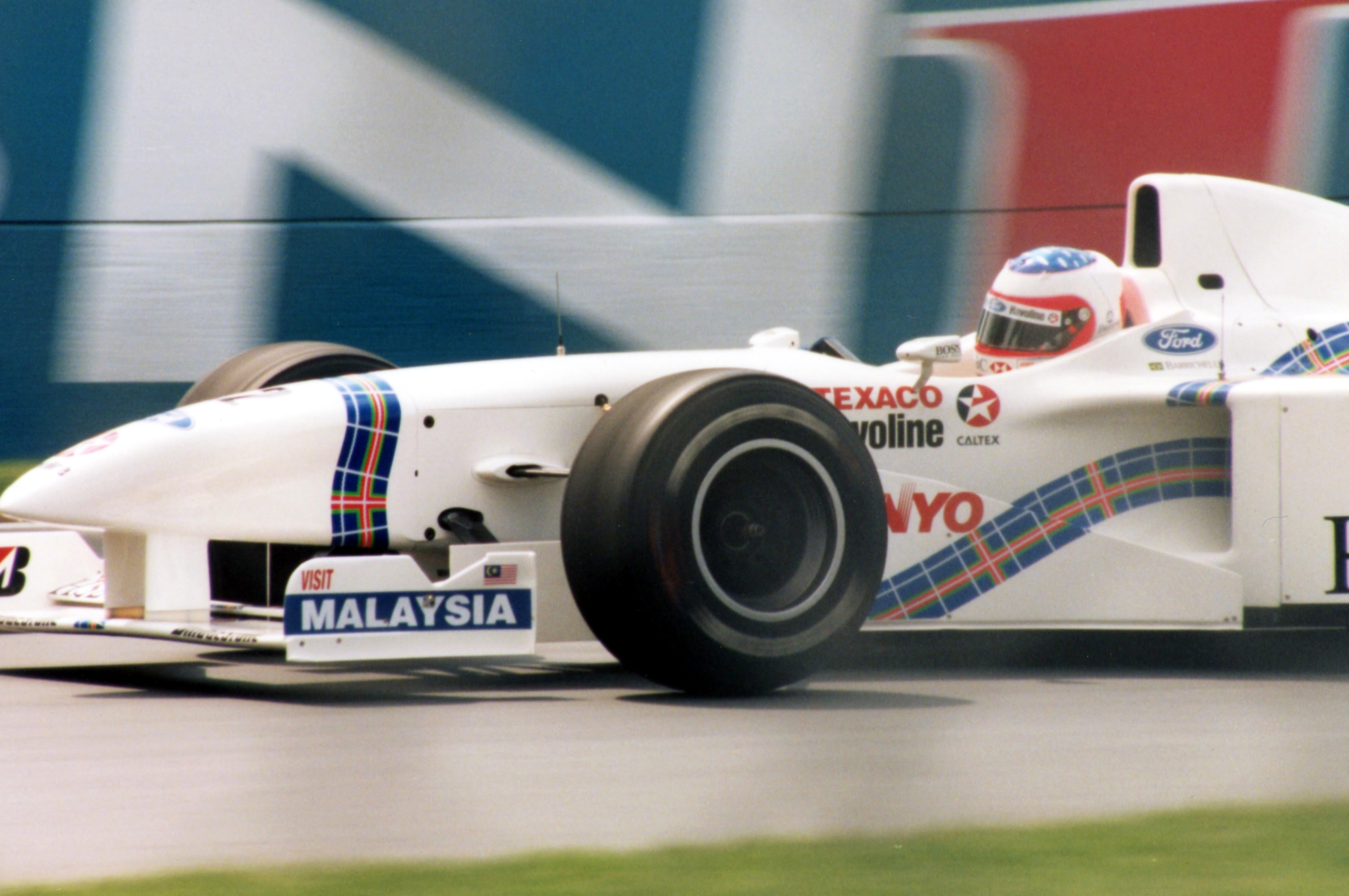
Рубенс Баррикелло, пилот команды Stewart Grand Prix, 1997 год

Компания Форд тесно связана с гонками Формула-1. Так, компания была одним из поставщиков двигателей для гоночных автомобилей этой серии (под маркой Cosworth) на протяжении сорока лет (с 1967 по 2004 годы), а в 2000 году купила команду Stewart Grand Prix, переименовав её в Ягуар. В 2004 году команда была продана концерну Red Bull, а фирма Cosworth — Геральду Форсайту и Кевину Калкховену. Машины с двигателями Ford выиграли 176 Гран-при в период с 1967 по 2003 годы, с такими командами, как Lotus Cars и McLaren F1.

## Критика
Американская ассоциация семьи, а также ряд других общественных организаций приводили факты финансирования компанией Ford ряда мероприятий сексуальных меньшинств и телепрограмм гомосексуальной направленности и, в связи с этим, призывали бойкотировать продукцию данного автопроизводителя.[значимость факта?]

## Дочерние компании
Основные дочерние компании по состоянию на 2021 год:
- США: CAB East LLC, CAB West LLC, Ford AI Holdings LLC, Ford Credit Auto Lease Two LLC, Ford Credit Auto Owner Trust, Ford Credit CP Auto Receivables LLC, Ford Credit Floorplan Corporation, Ford Credit Floorplan Master Owner Trust, Ford Credit International LLC, Ford European Holdings LLC, Ford Holdings LLC, Ford Global Technologies, LLC, Ford International Capital LLC, Ford Mexico Holdings LLC, Ford Motor Credit Company LLC, Ford Motor Service Company, Ford Next LLC, Ford Next LLC, Ford Trading Company LLC, Global Investments 1 Inc.
- Австралия: Ford Motor Company of Australia Pty Ltd.
- Великобритания: FCE Bank plc, Ford International Liquidity Management Ltd., Ford Motor Company Ltd., Ford Retail Group Ltd., Ford VH Ltd.
- Германия: Ford Bank GmbH, Ford Deutschland Holding GmbH, Ford-Werke GmbH
- Индия: Ford India Private Ltd.
- Испания: Ford Espana S.L.
- Италия: Ford Credit Italia S.p.A., Ford Italia S.p.A.
- Канада: Canadian Road Leasing Company, Ford Auto Securitization Trust, Ford Credit Canada Company, Ford Credit Canadian Lending LP, Ford Lease Trust, Ford Motor Company of Canada Ltd.
- Китай: Ford Automotive Finance (China) Ltd., Ford Motor (China) Ltd.
- Мексика: Ford Motor Company, S.A. de C.V.
- Нидерланды: Ford Capital B.V.
- Румыния: Ford Romania S.A.
- Франция: FMC Automobiles SAS
- Швейцария: Ford ECO GmbH
- Швеция: Ford VHC AB
- ЮАР: Ford Motor Company of Southern Africa (Pty) Ltd.